# Ocupación británica de las islas Malvinas (1833)
La ocupación británica de las Islas Malvinas fue una operación militar del Reino Unido que el 3 de enero de 1833 tomó el control de las islas mediante la fuerza. A pesar de estar en relaciones de paz con la Confederación Argentina, el Reino Unido empleó dos buques de guerra  (el HMS Clio y el HMS Tyne) para desalojar por la fuerza a la guarnición argentina de Puerto Soledad. El 26 de agosto de 1833 los gauchos y criollos al mando del Gaucho Rivero, tomaron por asalto las casas de Puerto Soledad y las embarcaciones inglesas. Combatieron y eliminaron a los que servían a las órdenes inglesas. Antonio Rivero y sus gauchos mantuvieron la presencia argentina en las Islas Malvinas e izaron el pabellón nacional hasta el 7 de enero de 1834. Pero al final los soldados y sus familias fueron expulsados dos días después, dejando atrás la población civil de la colonia, unas veinte personas. Desde entonces, las islas han estado bajo dominio británico, excepto durante el breve período de la guerra de las Malvinas en 1982.
El Gobierno de la República Argentina denunció que, el 3 de enero de 1833, las islas fueron ocupadas por fuerzas británicas, que desalojaron a la población (de origen argentino) y a las autoridades argentinas allí establecidas legítimamente, reemplazándolas por súbditos de la potencia ocupante. Las autoridades argentinas reclamaron inmediatamente la agresión injustificada llevada a cabo en tiempo de paz y amistad entre las dos naciones, continuando hasta la actualidad de forma diplomática.
El Gobierno del Reino Unido califica la acción como «reafirmación» de su dominio, que fue establecido el 23 de enero de 1765, un año después de la llegada de la Bougainville procedente de Francia, por el comodoro británico John Byron quien arribó a la pequeña isla Trinidad, denominada por los británicos Saunders Island, y realizó una ceremonia de toma de posesión.

## La disputa durante los siglosXVIIIyXIX

### Las pretensiones británicas y francesas

#### Ocupación francesa y protesta española
El 15 de septiembre de 1763 Louis Antoine de Bougainville zarpó del puerto francés de Saint-Maló con el objetivo de establecer una colonia en las Islas Malvinas. Bougainville manifestó en sus Memorias la importancia de ese establecimiento y destacó el interés británico en la región:

… en la relación de su viaje, Milord Anson (…) recomienda a los ingleses, en diferentes ocasiones, formar un establecimiento en el sur del Brasil, sosteniendo que la Nación que así lo haga, será la dueña del comercio del Mar del Sur (…) En consecuencia, ese es el objeto y el proyecto que M. de Bougainville [se refiere a él y sus parientes] solicita realizar."
Louis Antoine de Bougainville.

El establecimiento de Bougainville fue el primer asentamiento permanente en el archipiélago. La ceremonia formal de toma de posesión de las islas Malvinas, se realizó el 5 de abril de 1764. Luis XV ratificó la toma de posesión el 12 de septiembre de 1764, argumentando que las islas fueron descubiertas por navegantes de Saint-Maló, de donde proviene el nombre Malouines, castellanizado a Malvinas.
La expedición de Bouganville recaló en Montevideo, donde fue recibida por el gobernador de la plaza, José Joaquín de Viana. Pese a que España y Francia eran aliadas, y estaban unidas por el Pacto de Familia, los franceses no tenían autorización para formar colonias en América del Sur. El funcionario español intentó averiguar el motivo y destino de la expedición, pero los franceses lo ocultaron, manifestando que se dirigían a la India. No obstante, Viana alertó a Madrid sobre el paso de Bougainville por Montevideo.
Enterada España del establecimiento francés en Malvinas, protestó de inmediato ante la Corte de Luis XV y expresó que las tierras adyacentes a un continente no podían ocuparse sin el consentimiento del dueño de dicho continente, y que las islas Malvinas habían estado reputadas -y debían reputarse- como adyacentes a sus costas.
Luis XV cedió a las protestas españolas y ordenó entregar el establecimiento de Puerto Luis (rebautizado Puerto Soledad por España) al considerar que los títulos españoles eran superiores. Francia estaba dispuesta a abandonar sus pretensiones sobre Malvinas, pero deseaba que España las ocupe y evite la instalación de Gran Bretaña, su enemigo en común. Jerónimo Grimaldi comentó:

(…) ambas Naciones sacarán del suceso de Bougainville la ventaja de que á vista de separarse los franceses de su posessionm se fortalece el derecho de la España p. q. otro día no intenten entrar los Yngleses

El 4 de octubre Felipe Ruiz Puente quedó a cargo del establecimiento, que administrativamente era una dependencia de la Capitanía General de Buenos Aires.

#### Los intereses británicos
Entre 1739 y 1748, el Reino de Gran Bretaña estuvo enfrentada con el Reino de España en la denominada guerra del Asiento. En ese contexto, el Almirantazgo británico organizó una gran expedición a las Indias Occidentales, encabezada por George Anson. Su objetivo era atacar las posesiones españolas en América, en especial las situadas sobre la costa del océano Pacífico. De las dificultades y penurias sufridas durante este viaje de Anson alrededor del mundo, los británicos fueron conscientes de la necesidad de contar con una base naval en el Atlántico Sur y de su importancia para afectar el comercio español en América. Aunque George Anson no pasó por las Malvinas durante su viaje de circunvalación del globo, las islas eran vistas como el lugar más adecuado para una base naval.
Adicionalmente, a diferencia de Nueva Zelanda o Australia, las Malvinas estaban casi desprovistas de habitantes indígenas, lo que facilitaba su ocupación. Por lo tanto, expulsaron  por medio de la fuerza a la población local, reemplazándola por los llamados Kelpers (una forma de denominación de los malvinenses).  Y al realizar esta acción se podría convertir al archipiélago en una base militar en el Atlántico Sur, para resguardar así el libre comercio (en esa zona).
Poco tiempo después de la firma de la paz con España, en 1749, George Anson organizó una expedición al Atlántico Sur. España tomó conocimiento del intento británico y protestó, manifestando que el Reino de Gran Bretaña no tenía nada que hacer en el Atlántico Sur y que esas aguas le pertenecían. Ante esta protesta, la expedición británica no se llevó a cabo.
Por último, el liberal Sir George Cornewall Lewis de 1841, en su ensayo sobre el Régimen de las Dependencias, enumeró las seis ventajas de la eficiencia mantenimiento de posesiones coloniales como las Malvinas: tributo, ayuda militar, facilidades comerciales, salidas para la emigración, facilidades para el transporte de delincuentes y prestigio nacional. 

##### Puerto Egmont
La reanudación de las hostilidades con España llevaron a Gran Bretaña a organizar una nueva expedición, que se realizó en el máximo de los secretos. Ni siquiera los tripulantes de los navíos de guerra británicos conocían su verdadero destino. El 23 de enero de 1765 el comodoro Byron realizó la toma de posesión (el archipiélago ya estaba ocupado por Francia desde hacía un año) en la isla Trinidad, denominada por los británicos Saunders Island. Los británicos permanecieron solo cuatro días, dejando una pequeña huerta que luego sería utilizada como "prueba de posesión".
El establecimiento definitivo de Puerto Egmont fue realizado por John McBride, el 8 de enero de 1766, dos años después de la ocupación francesa. El 2 de diciembre de 1766 los británicos encontraron Puerto Luis.

##### Expulsión de Puerto Egmont
El 25 de febrero de 1768 el gobernador de Buenos Aires Francisco de Paula Bucarelli recibió una Real Orden, por la cual se le ordenaba expulsar cualquier establecimiento inglés que encuentre en las regiones pertenecientes a la Corona, sin esperar instrucciones adicionales. Considerando estas órdenes, el 3 de junio de 1770, arribó a Puerto Egmont una flotilla de cuatro buques españoles dirigidos por Juan Ignacio de Madariaga, que intimaron a la guarnición británica a rendirse, pues de lo contrario, se vería «precisado a obligarle con el cañón». El 10 de junio de 1770 la guarnición británica en Puerto Egmont rindió sus armas.

### La crisis de 1770 y el acuerdo secreto
En 1770, tanto España como Francia, aliados en el Pacto de Familia, consideraban que sus ejércitos no estaban preparados para embarcarse en una guerra con Gran Bretaña. Cuando Juan Ignacio de Madariaga llegó a Cádiz, el 11 de agosto de 1770, las autoridades españolas estaban frente a un dilema: si avalaban la acción de Bucarelli, la guerra sería inevitable en cuanto los británicos tuvieran conocimiento del incidente. Si, por el contrario, desautorizaban la expedición, sus derechos sobre las islas se verían perjudicados.
Jerónimo Grimaldi se propuso evitar la guerra a toda costa, y para eso instruyó a Masserano, embajador de España en Gran Bretaña, para que informe al gobierno británico lo ocurrido en Puerto Egmont, haciendo hincapié en que Bucarelli actuó precipitadamente sin la debida autorización real (lo que no era enteramente cierto). Los españoles esperaban evitar una respuesta violenta de los británicos y llegar a un acuerdo pacífico.
Por su parte el primer ministro británico, Frederick North, no deseaba la guerra, pero no podría impedirla una vez que la expulsión de la guarnición británica tomara estado público.  Para solventar ese problema, le propuso a Masserano un acuerdo de palabra: si España aceptaba restituir Port Egmont para salvar el honor del rey Jorge III, Gran Bretaña se retiraría voluntariamente de las islas en un plazo breve, una vez que los ánimos se hubieran serenado.
James Harris, el embajador británico en Madrid, notificó a su gobierno el 14 de febrero de 1771 sobre la existencia de un informe del gobierno español, donde se afirmaba que el gobierno británico dio una promesa verbal de evacuar las islas en dos meses.
En 1774 los británicos abandonan definitivamente Puerto Egmont. Los británicos dejaron allí una bandera británica y una placa reclamando la soberanía de la isla Trinidad para el rey Jorge III. Debido a que no renunciaron a ello, los británicos justificaron con este antecedente la ocupación de 1833 de todo el archipiélago malvinense.
El 24 de enero de 1776, el piloto Juan Pascual Callexas retiró la placa dejada por los británicos y la trasladó a Buenos Aires. El 30 de junio de 1777, el ministro Universal de Indias, José de Gálvez, envió una Real Orden al Virrey del Río de la Plata para que "procediese a quemar los edificios de toda clase que se hallaren concluidos o empezados, practicando lo mismo con los materiales que se encontrasen acopiados por el propio intento". Esta orden se cumplió a principios de 1780, eliminando todo vestigio de la presencia británica en las islas Malvinas. No hubo reacción oficial alguna del Gobierno británico respecto a la destrucción del establecimiento de Puerto Egmont por parte de España y nada dijo cuando las fuerzas británicas encontraron en Buenos Aires entre 1806-1807 la placa de plomo retirada de Puerto Egmont por los españoles ni tampoco un intento de restaurar o reinstalar una placa de similares características. El retiro de la placa dejada en Puerto Egmont era un muestra clara de la voluntad española de desconocer toda pretensión de soberanía británica.

### El archipiélago como parte integral del Virreinato del Río de la Plata
Desde el abandono británico de 1774 las islas quedaron ocupadas exclusivamente por España. La Capitanía de Malvinas estaba subordinada administrativamente a Buenos Aires. 32 gobernadores garantizaron el ejercicio de soberanía de España sobre la totalidad del archipiélago.
En 1775 el capitán Juan Pascual Callejas retiró la placa británica de Puerto Egmont, enviándola a Buenos Aires. Cinco años después, siguiendo instrucciones del virrey Juan José de Vértiz y Salcedo, destruyó por completo las instalaciones. La placa conservada en Buenos Aires sería capturada por los británicos durante la primera invasión inglesa al Río de la Plata en 1806 y llevada a Londres. España finalmente abandonó su guarnición en Puerto Soledad en 1811, tras la Revolución de Mayo, puesto que la Banda Oriental no se adhirió a la junta de Buenos Aires y permaneció bajo control español. Las autoridades de Montevideo decidieron retirar el establecimiento en las Malvinas por su baja utilidad y los elevados costos de conservación. Allí se dejó una placa proclamando la soberanía española sobre el archipiélago. Algunos gauchos y pescadores se quedaron voluntariamente en las islas.

## Las Islas bajo soberanía argentina

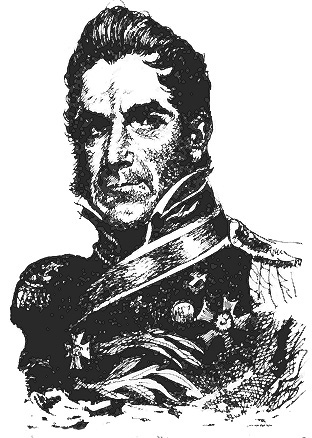
David Jewett.

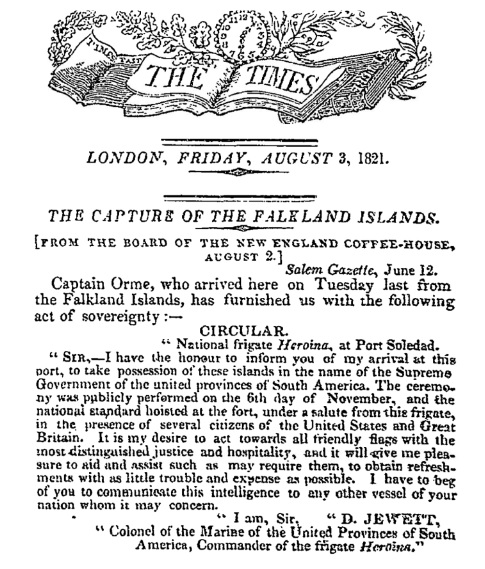
La toma de posesión argentina de 1820 se conoció en el Reino Unido a través de los informes del célebre explorador británico James Weddell. La noticia también fue publicada en The Times el 3 de agosto de 1821. El Reino Unido no protestó ante la Argentina en 1820, ni realizó reserva de soberanía al firmar el (aún vigente) Tratado de amistad, comercio y navegación de 1825.

Lo que sería el nuevo Estado argentino estaba en formación y los primeros gobiernos rioplatenses desde 1810 utilizaron el principio uti possidetis iuris que definía que las antiguas posesiones coloniales pasaban a ser parte del territorio de las naciones emancipadas. La continuación del dominio de las islas, por la tradición de los títulos jurídicos de España en favor de las Provincias Unidas, habilitan a éstas a disponer esas medidas de administración y gobierno. Las diferentes provincias delegaron a la Provincia de Buenos Aires (que entonces incluía a la actual Ciudad Autónoma de Buenos Aires y controlaba menos territorio que en la actualidad) en las representaciones internacionales y al mismo tiempo las Malvinas continuaban bajo administración de su gobernador, pese al abandono español.
Preocupado por la explotación ilegal de ballenas y focas en los mares del sur, a principios de 1820 el gobierno de la provincia de Buenos Aires decidió enviar a un oficial para que hiciera formal toma de posesión del archipiélago y obligara a acatar sus disposiciones administrativas concernientes a la actividad pesquera. El coronel David Jewett, nombrado «comisionado por el Supremo Gobierno de las Provincias Unidas para tomar posesión de las islas en nombre del país a que éstas pertenecen por ley natural», cumplió la orden el 6 de noviembre de ese año y siete meses después fue reemplazado por Guillermo Mason. Tres años más tarde, Buenos Aires nombraba gobernador de las islas a Pablo Areguatí.
Durante finales del siglo XVIII y comienzos del XIX las islas fueron el centro de un comercio lucrativo, pero a la vez ilegal, de caza de ballenas y focas llevado a cabo por marineros de Nueva Inglaterra, Gran Bretaña y Francia. Los cazadores de ballenas acampaban en las islas adyacentes, particularmente en la Isla de Goicoechea, donde carneaban gansos y otros aves para tener provisiones, y a veces mataban ganado en la isla Soledad, reparaban sus barcos y trataban las carcasas de focas, lobos marinos, ballenas y pingüinos para obtener aceite.
El 2 de febrero de 1825, el Reino Unido firmó un tratado de amistad y comercio mediante el cual reconoció la independencia de las Provincias Unidas y, naturalmente, la existencia de un ámbito territorial propio de ella, incluyendo las Malvinas, que habían tomado posesión en 1820, y ejercido otros actos de soberanía incluyendo el nombramiento y la instalación de autoridades. Según la historiografía argentina, en el derecho internacional, esto implica el reconocimiento tácito por Gran Bretaña de los derechos de soberanía de Argentina sobre las Islas Malvinas.

### Comandancia política-militar

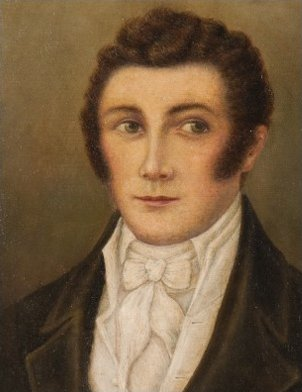
Retrato del gobernador argentino Luis Vernet (1792–1871).

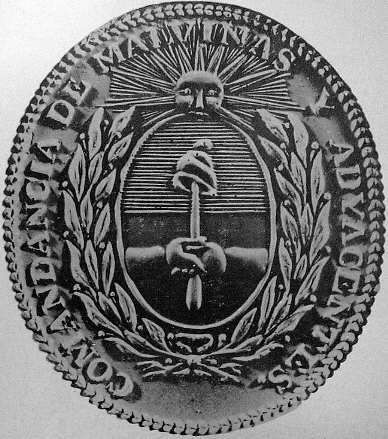
Escudo de la comandancia político-militar de las Malvinas.

En 1823, el Gobierno de Buenos Aires otorgó una concesión a Luis Vernet para el aprovechamiento del ganado vacuno y el de los lobos marinos de la Isla Soledad.
Vernet se trasladó hacia Puerto Soledad donde comenzó con el desarrollo del lugar, llevó caballos y lanares, rehabilitó varios edificios que se encontraban abandonados y semidestruidos. La tarea de Vernet activaba zonas comerciales nunca utilizadas hasta el momento pero además confirmaba así la soberanía argentina en el lugar. Para las tareas, Vernet llevó a las islas muchos gauchos de las pampas rioplatenses.
El 10 de junio de 1829 se estableció oficialmente en la Isla Soledad y fue nombrado Primer Comandante Político Militar en las Islas Malvinas. Bajo el pabellón argentino, se comprometió a hacer cumplir la legislación argentina, cuidar sus costas y los reglamentos de pesca vigentes.
La designación de Vernet la realizó el entonces gobernador de Buenos Aires, Martín Rodríguez, con el asesoramiento del jurista Salvador María del Carril. Rodríguez designó a Vernet no solo comandante de las Malvinas, sino también de las islas adyacenctes al Cabo de Hornos en el océano Atlántico, «teniendo en cuenta las condiciones que reúne», incluyendo la isla Grande de Tierra del Fuego. Esto asentó el mayor antecedente legal en relación con los reclamos argentinos sobre las islas. El decreto fue publicado en varios medios de prensa del extranjero, entre ellos Reino Unido y Estados Unidos. Al año siguiente Vernet hizo circular entre los barcos pesqueros ocupados en la Patagonia, una notificación en inglés y español con copia del referido decreto. El gobierno de Rodríguez se convirtió en el primer gobierno en nombrar una autoridad directa para las Malvinas desde la Independencia de Argentina. Cabe destacar que la Comandancia de las Malvinas no era una entidad diferente, sino una parte de la provincia de Buenos Aires.

...mis compromisos serán establecer una colonia, dentro de tres años, de la concesión del permiso, quedando bajo la inmediata obediencia del gobierno de Buenos Aires, lo mismo que los colonos serán tratados como ciudadanos de la República y gozarán los mismos derechos.
Luis Vernet.

El 5 de febrero de 1830, nace Matilde Vernet y Sáez, la primera persona de nacionalidad argentina en nacer en las islas Malvinas. Matilde no fue la única nacida en las islas, ya que hubo otros niños nacidos bajo la bandera argentina. Uno de los niños fue hijo de Gregorio Sánchez y Victoria Enríquez, a quienes Vernet casó el 29 de mayo de 1830, celebrando el primer matrimonio civil de la Argentina, ya que las islas no contaban con autoridades eclesiásticas.
En junio, antes de partir hacia el archipiélago, Vernet había intentado involucrar a Woodbine Parish, el encargado de negocios británico en Buenos Aires, en su empresa para que estimulara el viaje de colonos británicos, pero no tuvo éxito. Los británicos vieron la creación de la comandancia como una «intervención en su propia soberanía» y protestaron formalmente en contra de ella. También buscaron contactarse con Vernet para ofrecerle que su colonia esté bajo soberanía británica. En agosto de 1829, Parish elevó una protesta ante el gobierno argentino, argumentando que las islas les pertenecían.
Robert Fitz Roy y Robert Greenhow visitaron y escribieron sobre la próspera colonia argentina. Los reportes al gobierno británico sobre el éxito alcanzado por el asentamiento serían fundamentales en la renovación del interés del Reino Unido por las riquezas del archipiélago.

### La protesta Parish de 1829

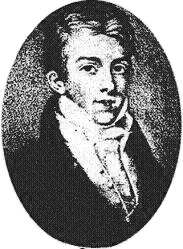
Woodbine Parish, representante británico en Buenos Aires.

Al conocer el decreto del 10 de junio de 1829, Woodbine Parish lo comunicó a su gobierno recordando los antecedentes del asunto y los títulos que a su juicio tenía el Reino Unido. A los pocos meses, a fines de noviembre, presentó al ministro argentino Tomás Guido una nota en la cual sostenía «los derechos de soberanía de S. M. B. [Su Majestad Británica] sobre las islas. (…) Estos derechos fundados en el primer descubrimiento y subsiguiente ocupación de dichas islas, fueron sancionados por la restauración del establecimiento británico por S. M. C. [Su Majestad Católica] en el año 1771 (…) El retiro de las fuerzas de S. M. en el año 1774 no puede considerarse como una renuncia a los justos derechos de S. M.». Parish explicaba que estos derechos «no habían sido invalidados por la evacuación de las fuerzas de su Majestad en 1774», dado que «esta medida se había tomado a los efectos de generar economías, cuando se efectuó la evacuación se habían dejado marcas de posesión, y se habían observado todas las formalidades que indicaban los derechos de propiedad, así como la intención de reanudar la ocupación». La nota concluía protestando formalmente contra las pretensiones argentinas y contra todo acto que perjudicara los «derechos de Soberanía que hasta ahora ha ejercitado la corona de Gran Bretaña». La nota de Parish fue contestada de inmediato por Guido, quien prometió estudiar la reclamación. Nunca volvió a recibir respuestas. El diplomático británico también dijo en su carta que las Provincias Unidas «asumieron una autoridad incompatible con los derechos de soberanía de su Majestad Británica sobre las islas Falkland».
Parish había actuado por orden del gobierno británico, quien a través del primer ministro le envió cuidadosas instrucciones. La protesta debía sustentarse en que las acciones del gobierno de Buenos Aires habían sido «cumplidas sin referencia a la validez de las pretensiones que Su Majestad constantemente afirmó a la soberanía de las islas». Dichas instrucciones incluyeron los verdaderos motivos de la decisión:

El Gobierno inglés se da cuenta de la importancia creciente de éstas las islas; los cambios políticos ocurridos en Sud América y la naturaleza de nuestras relaciones con los diversos Estados de que se compone, unido a nuestro extenso comercio en el Océano Pacífico, hacen altamente deseable la posesión de algún punto seguro donde nuestros buques puedan abastecerse y, si es necesario, carenarse. En la posibilidad de hallarnos empeñados en una guerra en el Hemisferio Occidental, tal estación sería casi indispensable para poder continuarla con éxito...

Bajo la óptica argentina, la protesta británica de 1829 es tardía, limitada y de mala fe. Tardía, porque el gobierno británico conocía los actos anteriores de soberanía sobre las islas efectuados por Argentina desde 1820 a 1829. Limitada, porque se circunscribe al Decreto del 10 de junio de 1829, sin protestar por dichos actos anteriores, ya que la referencia a los actos que se hayan hecho o se hagan en perjuicio de los derechos de Gran Bretaña se relaciona a aquellos cumplidos en el marco del Decreto objeto de la protesta, no en relación a los actos anteriores al Decreto que Gran Bretaña no ignoraba. Y de mala fe, porque en los fundamentos de la pretendida soberanía guarda bajo silencio la presencia ininterrumpida de España en las islas hasta 1811 y los actos de soberanía argentinos posteriores, hechos ambos de los que el Gobierno británico tenía conocimiento.
Al mismo tiempo que el gobierno argentino nombraba a Vernet como gobernador y establecía la colonia exitosa en la isla Soledad, en el Reino Unido otros ingleses habían comenzado a interesarse nuevamente por las Malvinas. En julio de 1829 un ciudadano inglés llamado Beckington envió una carta al primer ministro, Lord Aberdeen, solicitando al gobierno de Su Majestad que estableciera una colonia en las islas. A los argumentos tradicionales se le agregaron otros, el Foreign Office y la Colonial Office redactaron sendos informes sobre la historia de las islas y los presentaron al abogado del Rey, Herbert Jenner, para que elaborara los fundamentos legales que justificaran la ocupación de las mismas. En los informes se señaló la «gran importancia» de las islas «para fortalecer el poder naval británico». Además «ofrecían una base que permitiría eliminar las actividades de corsarios y piratas» y «facilitaría la pesca de la ballena». Un teniente de la Royal Navy agregó sobre «la ventajosa posición de las islas Malvinas para acrecentar el tráfico marítimo australiano».
Prácticamente la controversia entre el gobierno de Estados Unidos y el de las Provincias Unidas creó una relación tirante entre ambos países, ya que el primero reconocía y desconocía la soberanía argentina sobre las islas, al tiempo que dejaba en evidencia la debilidad argentina en el control de las actividades pesqueras. Todos estos factores y las estimulaciones de los informes de Parish, serían considerados por el Reino Unido para la usurpación de las islas. Al mismo tiempo se sostenía de la necesidad de contar con un puerto de escala en la ruta a Australia, cuya colonización estaba entonces en pleno desarrollo.

### Incidente pesquero y ataque del USSLexington

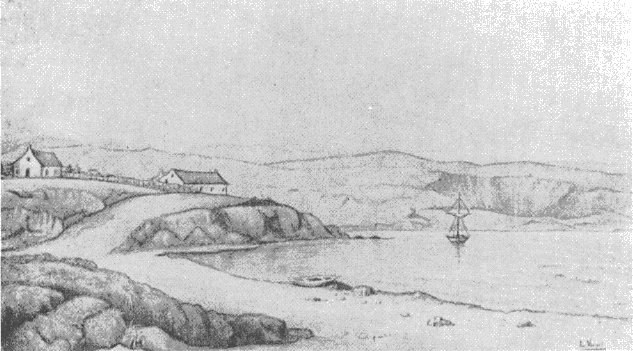
Puerto Luis o Puerto Soledad hacia 1830.

Poco tiempo después de instrumentarse la política de Vernet de reglamentar la pesca y la caza en las islas en 1829, un empresario estadounidense afectado por las leyes argentinas elevó una queja ante el gobierno de Washington. El secretario de Estado Martin Van Buren envió una nota al cónsul de ese país en Buenos Aires, John Murray Forbes. En el escrito y sin dar fundamento alguno, Van Buren afirmaba que las Provincias Unidas «ciertamente no podían deducir un título firme a las islas» e instruía a Forbes para que presentara una protesta. La muerte de Forbes en junio de 1831 le impidió efectivizar la orden de su superior.
Tras el incidente pesquero, el otrora encargado de negocios y nuevo representante George W. Slacum adujo el derecho del pueblo estadounidense de pescar «donde le diera gana», y desconoció los pactos preexistentes entre España y el Reino Unido, entre otras naciones europeas, por el control exclusivo de la pesca en el Atlántico Sur. Gran parte de los historiadores adjudican a la impericia, agresividad e incapacidad negociadora de Slacum la rápida escalada de las hostilidades, que llevaron un incidente pesquero menor a la suspensión por once años de las relaciones diplomáticas entre el Plata y los Estados Unidos, y a la apropiación británica del archipiélago de las Malvinas y territorios circundantes.
En agosto de 1831, tras un incidente con tres pesqueros estadounidenses, Vernet se retiró a Buenos Aires, donde arribó con la goleta Harriet (cuyo cargamento había incautado) con el fin de someter el caso al fallo del Tribunal de Presas, dejando a cargo a su segundo Enrique Meteaf. En Buenos Aires, el diplomático estadounidense solicitó que se tratara a Vernet como «criminal de piratería y robo».
En dicha ocasión, el cónsul estadounidense en Buenos Aires desconoció el derecho argentino a reglamentar la pesca en las Malvinas. A fines de ese año, personal de la corbeta de guerra USS Lexington, de la Armada de los Estados Unidos, incursionó en Puerto Soledad al mando del capitán militar Silas Duncan y se saquearon los bienes y las propiedades, se destruyeron las instalaciones de artillería, y siete pobladores fueron conducidos prisioneros ilegalmente a Montevideo, en lo que fue un desigual acto de guerra. También hubo unos 40 pobladores que aprovecharon para huir. Como nadie pudo resistir, los estadounidenses actuaron con total impunidad. Luego del ataque, desde 1832 hasta 1843, ambas naciones no mantendrían embajadores formales ni relaciones diplomáticas oficiales.
Al momento del ataque, la colonia de Puerto Luis o Puerto Soledad contaba con unos 124 habitantes, de los cuales había 30 negros, 34 porteños, 28 rioplatenses angloparlantes y 7 alemanes, a los que se le sumaba una guarnición de aproximadamente 25 hombres. El incidente de la Lexington cobró gran importancia histórica porque el proceso culminó con la ocupación británica de las islas.

### La reacción británica al ataque del Lexington
La tragedia sucedida en Malvinas simplificó dramáticamente la invasión británica posterior: además de la inutilización de las defensas y fortificaciones argentinas de Puerto Soledad, de la destrucción de edificios y del robo de materiales a manos de la USS Lexington, el archipiélago se hallaba en medio de un caos administrativo, solo estaba defendido por una goleta y su escasa dotación, varios de sus soldados estaban presos y en estado de virtual insubordinación, y la mayoría de los habitantes eran colonos extranjeros que habían recibido recientemente la nacionalidad argentina: gran parte de ellos era de origen británico y dudarían antes de tomar las armas en contra de su país natal.

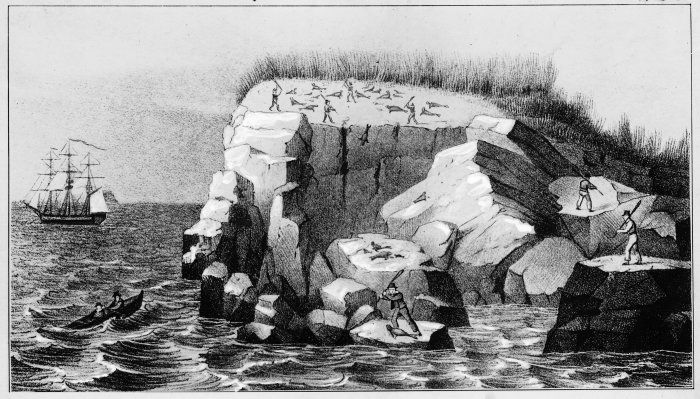
Explotación de lobos marinos en la isla Beauchene hacia 1833.

El Reino Unido vio en la situación la oportunidad de allanar el camino a sus ambiciones sobre el territorio insular. En una reunión concertada con Woodbine Parish y Henry S. Fox, embajador y cónsul británico respectivamente, éstos aseguraron a Slacum que Argentina no tenía derechos sobre el archipiélago, a cuya soberanía Su Majestad «no había renunciado». Las conversaciones entre los diplomáticos de ambos países formaron un arreglo para alcanzar una situación que satisficiera las ambiciones de ambos en el territorio insular. También hay pruebas de que Slacum estaba al tanto de la manipulación de la que era objeto y de sus propias intenciones de impedir que el Reino Unido obtuviera la posesión del archipiélago. Esto dio a Slacum el argumento de aspecto legal que necesitaba; rehusándose a aceptar la validez del decreto de nombramiento de Vernet, sugirió a sus superiores «aumentar inmediatamente nuestras fuerzas navales en este Río [de la Plata]», y ordenó a Duncan que procediera con lo previsto y los hechos se aceleraron. Al mismo tiempo Vernet tomó la decisión de no capturar naves de bandera británica, dado que no se sentía lo suficientemente seguro de apresar buques del mismo país con que se disputaba el territorio. Slacum en una carta su lenguaje se vuelve más crítico respecto de los reclamos de las Provincias Unidas y las condena a no poseer el territorio en litigio basándose en las características despóticas de la nueva nación.
En junio de 1832, el encargado de negocios estadounidense, Francis Baylies, siguiendo instrucciones de su gobierno, exigió la desautorización de Vernet, la devolución de los bienes incautados por él, y el pago de una indemnización. A su vez, negó rotundamente la legitimidad de los derechos y títulos de soberanía argentina, a favor de la del Reino Unido. El 4 de julio recibió una carta de Fox, cónsul británico, en la que le comunicaba las ambiciones del Reino Unido sobre el archipiélago. Esto extremó aún más la postura de Baylies, quien envió el 10 de julio una nota al ministro Manuel Vicente Maza en la que, repitiendo punto por punto los argumentos británicos, afirmaba que Estados Unidos no reconocía la potestad argentina sobre Malvinas.
El entendimiento estadounidense y británico dio un paso adelante: mientras se preparaba para dejar Buenos Aires, Baylies se entrevistó con el ahora nuevo embajador británico Fox, a quien le comunicó que Washington estaba dispuesto a reconocer la soberanía británica a cambio del otorgamiento de derechos de libre pesca en las aguas inmediatas. Ignorando las reservas del propio Slacum, Baylies incluso animó a Fox para que su gobierno se apoderara de las islas por la fuerza. El embajador británico lo reportó inmediatamente a sus superiores:

Hallé que el embajador de los Estados Unidos y su gobierno estaban completamente informados y listos para reconocer los derechos soberanos de Su Majestad Británica [sobre las Islas Malvinas].

(…)

Pero es mi deber añadir (…) que los norteamericanos parecen reclamar también un derecho original para pescar libremente sobre todas las aguas adyacentes a las Islas Malvinas; e incluso basar esta reclamación (…) en que el derecho de soberanía sobre esas islas sea atribuido interesadamente [being vested in] a la corona británica.

Cuando Baylies tomó conocimiento del nombramiento de Mestivier, y a punto de retornar a Estados Unidos, calificó el nombramiento del nuevo comandante de Malvinas como un acto «ineficaz» y una «negación directa» de los reclamos británicos, y afirmó que el Reino Unido: 

(…) no podrá renunciar a un derecho de carácter tan elevado y tan bien fundado como el suyo en favor de esta insignificante nación [Argentina] para que sea utilizada con fines de piratería.

 Baylies también conjeturó sobre la sublevación contra Mestivier, diciendo que esta medida obligaría a Gran Bretaña a actuar decisivamente sobre la soberanía de las islas. Los diplomáticos estadounidenses habían dejado en claro a sus pares británicos que las islas estaban desguarnecidas y muy fáciles de tomar.
El nombramiento de Mestivier provocó una protesta del ministro británico en Buenos Aires, el 28 de septiembre de 1832, y al igual de las protestas de 1829 contra el nombramiento de Vernet, solo se brindó un acuse de recibo..

## Ocupación británica de 1833

### La llegada y motín de la guarnición argentina
Enterado del raid efectuado por el buque de la armada norteamericana contra el pequeño poblado de Puerto Soledad, Vernet comenzó a organizar la reconstrucción. Para ello le solicitó al gobierno ayuda financiera. Durante este periodo, la colonia era indefensa, los barcos norteamericanos que se dedicaban a la caza de lobos, al descubrir el poblado sin armas ni defensa, procedían a robar y destruir todo lo que podían. Daban muerte al ganado, los chanchos y las ovejas, negándose a pagar los precios estipulados.
El 10 de septiembre de 1832, el Ministerio de Guerra y Marina nombró por decreto al Sargento Mayor de Artillería José Francisco Mestivier como Comandante Civil y Militar interino de las Malvinas y sus adyacentes. La goleta Sarandí partió de Buenos Aires el 23 de septiembre, bajo el mando de José María Pinedo y llegó a las Puerto Soledad 15 días después. La goleta era de origen estadounidense, se llamaba Grace Ann, y tuvo que ser reparada antes de partir de Buenos Aires en junio de 1832. Solo tenía diez tripulantes argentinos. También se trasladaron una veintena de militares con sus respectivas familias y cierto número de presos por delitos comunes, con los que pensaba iniciarse un penal. Algunos de los hombres de Vernet también viajaban, entre ellos William Dickson y Enrique Metealf. Matthew Brisbane actuó en calidad de piloto de la Sarandí.
El 30 de noviembre el gobernador Mestivier debió hacer frente a una sublevación de amotinados que le costó la vida. Esto ocurrió cuando el Sarandí estaba ausente de Puerto Soledad por patrullajes. Las circunstancias exactas de la muerte de Mestivier no están seguras. El motín fue suprimido por marineros armados del ballenero francés Jean Jacques, donde se retiró la viuda de Mestivier, que fue tomada a bordo del cazador de focas británica Rapid. El Sarandí regresó el 30 de diciembre y Pinedo tomó el control, poniendo fin definitivamente al levantamiento y encarcelando a los cabecillas.
Pinedo partió con la Sarandí el 24 de noviembre en busca de barcos extranjeros que estuviesen operando ilegítimamente en las islas. Con la nave lejos -y con ella la garantía de autoridad porteña- el 30 de noviembre se produjo una sublevación en Puerto Soledad, en medio de la cual el comandante Mestivier fue asesinado por el sargento Manuel Sáenz Valiente, en su propio hogar y en presencia de su esposa. Su cadáver fue arrojado en una zanja vecina. Gomila se instaló en la habitación del fallecido comandante; reinaba una anarquía total. Una nave francesa que buscaba refugio fue alertada de la situación e intentó restablecer el orden; al levar anclas, en una decisión desafortunada, el comandante francés dejó a cargo al propio Gomila. También intervino la tripulación de una nave inglesa, la Rapid.
A su regreso, a finales de diciembre, Pinedo encontró las islas en total estado de insubordinación. Por ser el siguiente oficial en rango, asumió el cargo de Mestivier, recompuso la cadena de mando, apresó a los rebeldes e inició las actuaciones sumarias del caso. Unos días después el orden había sido restaurado. Los seis acusados de la sublevación fueron ejecutados en la Plaza de Mayo, a excepción de Gomila, que fue desterrado, y de Sáenz Valiente, a quien le cortaron su mano derecha.

### Las preparaciones británicas

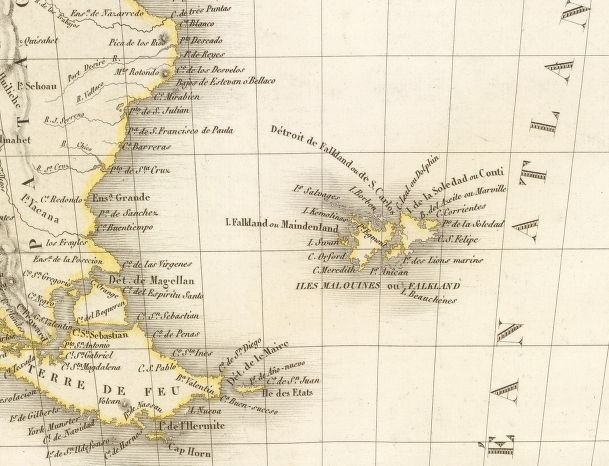
Las Islas Malvinas en un mapa francés de 1833.

El 30 de abril de 1830, el capitán británico John Onslow, hijo de un almirante de la Corona británica, fue puesto al frente de la corbeta HMS Clío, asignada a la estación naval de Sudamérica del Reino Unido, con base en Río de Janeiro. Partío el 19 de julio desde Inglaterra, llegando al Brasil el 15 de diciembre del mismo año. En agosto de 1832, eligiendo un momento propicio, el primer ministro británico, lord Palmerston, por sugerencia del Almirantazgo británico y el Foreign Office, ordenó enviar al contraalmirante Thomas Baker, jefe de la estación naval sudamericana, la orden de tomar el control sobre el archipiélago. Baker envió a Onslow a tomar las islas. Al mismo tiempo se despertó el interés británico por ubicar la placa dejada en el antiguo Puerto Egmont en 1774 y recuperar el establecimiento.
El gabinete británico no se animaba a tomar una decisión sin fundamento, y se limitó a presentar la nota del diplomático Parish. Sin embargo, este último llegó de regreso a Londres a principios de 1832, con la noticia del ataque estadounidense a la colonia y de que ya no existían autoridades argentinas en las islas. Estas razones, y la creencia de que los Estados Unidos podrían intentar su ocupación, decidieron el envío de una pequeña flotilla.
Baker despachó el 28 de noviembre a la corbeta de quinta HMS Clio, con el capitán Onslow al mando (con solo 23 años), reforzada con la corbeta de sexta HMS Tyne:

(…) con el objeto de ejercer los derechos de soberanía sobre dichas islas [Malvinas], y de actuar allí, en consecuencia, como una posesión que pertenece a la corona de Gran Bretaña.

 Agregaba que, de encontrarse con fuerzas militares enemigas, debería considerarlas como «intrusos ilegales» y actuar por la fuerza militar. Si las fuerzas eran inferiores, debían ser desalojadas con violencia y si eran superiores, se limitaría a presentar una protesta que también contenía una amenaza. Pese a ello, Onslow no se ajustó a esas instrucciones, ya que se afirma que recibió otras que las contradecían y que permanecieron en secreto.

### La operación militar contra Puerto Soledad
El 20 de diciembre de 1832 Onslow arribó a Puerto de la Cruzada con la HMS Clio, tomando posesión formal a nombre de Su Majestad británica. La tripulación se abocó a reparar las ruinas del fuerte, abandonado 59 años antes, y a dejar un aviso de posesión. En un informe a Baker entregado en Montevideo, Onslow señaló que cerca de Puerto Egmont se encontró con un grupo de colonos. Unos días más tarde, el 2 de enero, la nave ancló frente a Puerto Soledad, asistida por el Tyne. Dado que el barco pertenecía a una nación amiga, José María Pinedo ordenó a uno de sus oficiales efectuar la visita oficial de cortesía a la nave inglesa, para ello envió al teniente primero Manson y a un médico a la Clio a quienes Onslow acompañó personalmente a la Sarandí. El médico fue enviado para inquirir el objetivo de la visita ya que se trataba de un buque de guerra y no un visitante ocasional.
Onslow transmitió por la tarde al comandante argentino sus instrucciones: tomar el control de las islas en nombre su rey. Le dio un ultimátum de veinticuatro horas para arriar la bandera argentina del mástil de la plaza mayor de Puerto Soledad, y proceder a la evacuación de todos los soldados y sus familias junto con sus pertenencias, desocupando todas las instalaciones, y que se liberara el archipiélago de elementos vinculados a gobierno de las Provincias Unidas. Pinedo recibió con sorpresa la intimidación y protestó a lo que Onslow simplemente respondió que le enviaría sus instrucciones por escrito.

Debo informaros que he recibido órdenes de S.E. el Comandante en Jefe de las fuerzas navales de S.M.B., estacionadas en América del Sur, para hacer efectivo el derecho de soberanía de S.M.B. sobre las Islas Falkland [Malvinas].

Siendo mi intención izar mañana el pabellón de la Gran Bretaña en el territorio, os pido tengais a bien arriar el vuestro y retirar vuestras fuerzas con todos los objetos pertenecientes a vuestro gobierno.

Soy, Señor, vuestro humilde y muy obediente servidor.

J. Onslow

A.S.E. el Comandante de las Fuerzas de Buenos Aires en Puerto Louis, Berkeley Sound.

El gobierno de Buenos Aires ya sabía de las intenciones inglesas, e incluso habían sido publicadas en la ciudad, pero se trataba de un enfrentamiento desproporcionado ya que las Provincias Unidas aún estaban en proceso de formación tras independizarse y no podían oponerse y enfrentarse a un imperio como el británico. Tras recibir el ultimátum, Pinedo preguntó si se había declarado la guerra entre las Provincias Unidas y el Reino Unido, recibiendo por respuesta que no era así y que «muy al contrario la amistad y comercio seguía lo mismo».

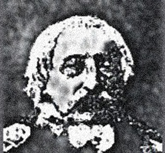
José María Pinedo.

El artículo 9 del Código de Honor Naval de las Provincias Unidas obligaba a Pinedo a defender el pabellón de un ataque extranjero hasta las últimas consecuencias. El historiador argentino Laurio Hedelvio Destéfani indica que Pinedo, de hecho, hizo los preparativos para resistir y celebró un consejo de guerra con sus oficiales, ordenando cargar sus cañones a bala y metralla. Sin embargo sus posibilidades de éxito eran exiguas: el buque argentino era muy inferior al británico en potencia de fuego y resistencia al daño. Su barco, el ARA Sarandí estaba montado 8 cañones (de 8 x 8 libras) en comparación con los dieciocho cañones (16 × carronadas de 32 libras, 2 x 6 libras cañones de proa) del bergantín HMS Clio. Tenía veinticinco soldados a su disposición, aunque nueve hombres habían estado implicados en el motín de noviembre, entre ellos, el capitán Juan Antonio Gomila (segundo al mando de Mestivier), quien permanecía arrestado. Esto se compara con los veinte Royal Marines a bordo del Clio.
Una de las preocupaciones era que un gran número de sus tripulantes eran mercenarios británicos, principalmente de Inglaterra y Escocia, que no era inusual en los nuevos estados independientes de América Latina, donde las fuerzas de la tierra eran fuertes, pero las marinas estaban con frecuencia muy diezmadas. Al ser difícil conseguir gente de mar para tripular sus barcos, los gobiernos se veían obligados a contratar extranjeros. Muy pocos soldados eran criollos. La reglamentación del Reino Unido contemplaba el delito de alta traición para quienes se levantaran en armas contra las autoridades imbuidas por Su Majestad, imponiendo la pena de muerte mediante la horca. John Clark, cirujano de la Sarandí, declaró que «habiendo [Pinedo] llamado la gente a los cañones ninguno de los marineros extranjeros acudió, oyéndose allí una voz de que si peleaban con los ingleses y eran vencidos los colgarían a todos».
El primer oficial de la Sarandí, el teniente Elliot, era estadounidense y estaba dispuesto a dar batalla. El práctico de a bordo se negó a combatir; los ingleses, por el contrario, afirmaron estar dispuestos. Los jóvenes grumetes, de entre 15 y 20 años de edad, aseguraron que combatirían. El resto de los hombres aceptaron acatar las órdenes de Pinedo. Éste distribuyó armas entre los 18 soldados de la desmembrada guarnición portuaria y los puso bajo órdenes de Gomila, a quien liberó dándole instrucciones para armar y preparar a los hombres. Pinedo también preparó el barco y habló a la tripulación sobre su voluntad de luchar, pero finalmente decidió no ofrecer resistencia.
En su defensa, Pinedo adujo ante las autoridades porteñas que sus soldados se negaron a combatir por ser británicos y haber servido a la Royal Navy y que les exigió que defendieran el pabellón argentino mientras llegaba ayuda de Buenos Aires.

Toda mi tripulación desde el contramaestre y demás oficiales de mar eran ingleses, exceptuando cuatro marineros y seis muchachos muy jóvenes y capaces de nada y catorce hombres de tropa y de éstos tres ingleses.

El teniente graduado Robert Elliot lo desmintió en parte al afirmar que todos eran norteamericanos salvo el piloto práctico, que sí era británico.
Pinedo también testimonió que sus instrucciones «le prohibían hacer fuego a ningún buque de guerra extranjero» y que él era quien «tenía que romper el fuego con una nación en paz y amistad» con las Provincias Unidas.
Pinedo protestó verbalmente y se negó a bajar la bandera argentina. Al poco tiempo ordenó a sus hombres que embarquen a la Sarandí y ofreció a los pobladores, que querían abandonar Puerto Soledad, trasladarlos a Buenos Aires. La mayoría comenzó a preparar su equipaje. Onslow y las fuerzas británicas desembarcaron en la mañana del 3 de enero de 1833 a la hora pactada, primero izaron su bandera en un mástil sobre una casa llevado por ellos mismos y luego arriaron la argentina, plegándola pulcramente y entregándosela a Pinedo, quien veía la ceremonia desde la Sarandí. El soldado británico que arrió la bandera argentina dijo: «Vengo a devolver esta bandera que ha sido encontrada en tierras de Su Majestad Británica». El comandante de la Clio tomó posesión de Puerto Soledad con las ceremonias ordinarias, incluyendo redoble de tambores, demorando en total en todos los actos unos 15 minutos.

### El desalojo de la guarnición argentina y sus familias
Dos días después Pinedo ordenó levar anclas y poner rumbo a Buenos Aires a toda velocidad, abandonando las islas a bordo de la Sarandí llevando consigo sus soldados y los amotinados con sus familias, cuatro colonos que quisieron marcharse por voluntad propia, y algunos extranjeros que se encontraron de paso en las Malvinas. En las islas permanecieron 22 habitantes de la colonia de Vernet, entre ellos 13 argentinos, en su mayoría gauchos e indígenas. La goleta foquera británica Rapid partió el 5 de enero llevando a los amotinados de la Sarandí a Buenos Aires. El jefe de la Sarandí se limitó a redactar un documento donde dejó al colono francés Jean Simón, capataz de los peones criollos, como comandante provisional en nombre del gobierno argentino. Simon sería posteriormente asesinado. Pinedo también ordenó a los colonos que se quedaron, no arrear la bandera argentina, y finalmente partió con la posibilidad de enviar fuerzas suficientes para recuperar las islas.

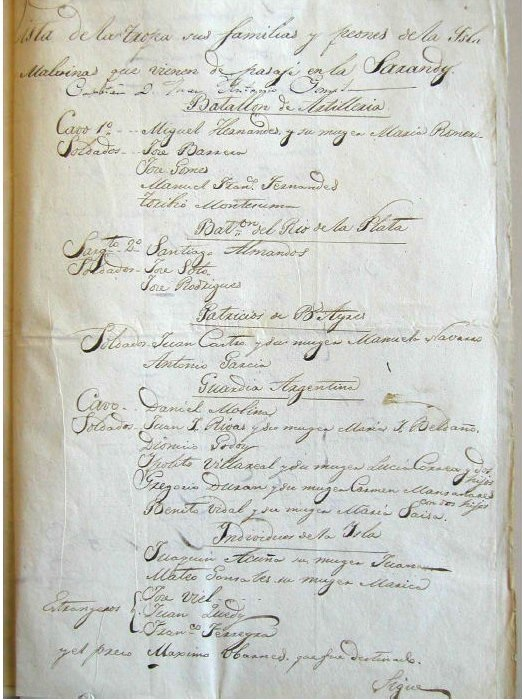
Primera página de la lista de militares argentinos que fueron expulsados de las Malvinas, escrita por José María Pinedo el 16 de enero de 1833 en Buenos Aires.

Cuando la Sarandí abandonó las islas, se llevó a los soldados argentinos, y los convictos de la colonia penal de San Carlos. Cuando arribó la Clio, el establecimiento de Puerto Soledad había alcanzado el número de alrededor de noventa colonos y militares. Argentina afirma que la colonia de Vernet también fue expulsada en este momento, los restantes colonos fueron embarcados por la fuerza por los soldados británicos, produciendo el reemplazo de la población argentina por súbditos británicos, prohibiendo en adelante la permanencia de argentinos.
 inicialmente bajo la autoridad del tendero de Vernet, William Dickson y más tarde de su adjunto, Matthew Brisbane. En Puerto Soledad quedaron 26 personas: 21 hombres, tres mujeres y dos niños, en su mayoría extranjeros. La población había caído de alrededor de 90, una cifra que incluye los militares y sus dependientes, llegados en el noviembre de 1832. . 
En el informe a sus superiores, Onslow describe lo actuado: 

Llegué [a Puerto Luis] el 2 de enero de 1833, y encontré un destacamento bajo bandera de Buenos Aires, con veinticuatro soldados, y también una goleta nacional de guerra [la Sarandí] bajo la misma bandera. Presenté mis respetos al comandante de la goleta, quien me informó que era el comandante en tierra y mar. Le informé cortésmente el objeto de mi misión, le pedí que embarcara sus fuerzas y que arriara su bandera, ya que él estaba en una posesión que pertenecía a la corona de Gran Bretaña. Al principio él asintió, a condición de que yo pusiera lo mismo por escrito, lo que hice, meramente manifestando lo que había comunicado verbalmente, viz., que venía a estas islas a ejercer el derecho de soberanía sobre ellas, y decliné cualquier posterior comunicación escrita sobre el tema. En la misma mañana del tres, a las 5 a.m., él me visitó para pedirme que le permitiera dejar flameando la bandera de Buenos Aires en tierra hasta el sábado 5, día en que finalmente se iría llevando consigo la fuerza y a los colonos que expresaron el deseo de dejar la Isla. Le dije que su pedido era inadmisible, y que debía cosiderar que estaba en un puerto que pertenecía a Gran Bretaña. Viendo que vacilaba, y que era reacio a quitar la bandera, inmediatamente desembarqué, icé la bandera nacional, y ordené que se bajara la otra enviándola con un mensaje cortés a la goleta nacional.

Unos días más tarde, y sin más instrucciones por cumplir, también Onslow abandonó el archipiélago el 14 de enero rumbo a la costa del Brasil sin dejar guarnición. El 3 de marzo Brisbane se hizo cargo de las islas, como administrador interino del asentamiento. Onslow no tomó medidas con respecto a la administración de las islas, aunque le dio al almacenero de la colonia (Dickson, de origen irlandés, y asesinado posteriormente) una bandera británica y 25 brazas de cuerda para izarla todos los domingos y ante la llegada de algún barco. Onslow quedó al frente del escuadrón del Atlántico Sur hasta el 17 de junio. La poca población quedó en el mayor desamparo y anarquía. El HMS Tyne, de 28 cañones, pasó brevemente por Puerto Soledad días después de la partida de la Clio, el 15 de enero. El 9 de enero de 1834, el HMS Challenger llevó a las islas al primer gobernador inglés, Henry Smith, un oficial de la Armada.
Al volver al Río de la Plata, la Sarandí fue observada por los estadounidenses, mientras el USS Lexington se preparaba para zarpar a las Malvinas para proteger los intereses estadounidenses.
El jurista internacionalista argentino Marcelo Kohen considera que es justo describir lo ocurrido como una expulsión de la población civil, ya que la "elección" de partir estuvo motivada por la ocupación ilegal británica y la consiguiente expulsión argentina. De no haber tenido lugar la usurpación británica, no sólo dicha población se hubiera quedado en las islas, sino también que el restablecimiento del orden hubiera permitido el regreso de la población dispersada por la Lexington en 1831 y el desarrollo del asentamiento argentino. La documentación disponible muestra que Gran Bretaña usurpó las islas por razones estratégicas y utilizó su vieja reivindicación abandonada como excusa, en el marco de su política de dominación colonial, comercial y marítima frente a un Estado recientemente constituido, pero que había logrado establecer un asentamiento humano en las islas y demostrar su viabilidad.
El 16 de octubre de 1936, el jefe del Departamento América del Foreign Office, John Troutbeck, afirmaba que:

La dificultad de la posición es que nuestro apoderamiento de las islas Falkland en 1833 fue un procedimiento muy arbitrario según lo juzga la ideología actual. No es fácil entonces explicar nuestra posesión sin que nos mostremos como bandidos internacionales.

## Reacción argentina y protestas diplomáticas
Pinedo arribó al puerto de Buenos Aires el 15 de enero de 1833. Allí fue objeto de una corte marcial por no resistir a los británicos, de acuerdo con el Código Militar de Argentina, acusado por el gobierno de desobedecer al Código de Honor Naval. El Consejo Supremo de Guerra y Marina, se refería en su acusación al artículo 41 del Código Naval, que dice que «todo Comandante de guerra debe defender su pabellón de cualquier superioridad con que fuese atacado, con el más valor y nunca se rendirá a fuerzas superiores sin cubrirse de gloria en su gallarda resistencia». Él argumentó que no recibió instrucciones específicas de Buenos Aires sobre cómo reaccionar en caso de una expedición militar británica. Fue declarado culpable con una decisión dividida entre la pena de muerte o ser expulsado del servicio, que se decidió por el auditor de guerra a favor de la expulsión. El tribunal había condenado a Pinedo a la ejecución por seis votos contra tres. Sin embargo, el veredicto fue anulado debido a irregularidades en el procedimiento y a Pinedo le fue entregado otro comando cuatro meses después. Durante esos cuatro meses estuvo suspendido sin goce de sueldo. También se le exoneró de la marina, trasladándose al ejército. La sentencia se había dictado el 8 de febrero del mismo año.
Al tener noticias de la llegada a puerto de la Sarandí, el almirante Guillermo Brown se presentó inmediatamente ante el gobierno para ofrecer sus servicios y expresó su repudio por la débil respuesta militar de los marinos argentinos ante el ataque británico. Simultáneamente, como en el caso de Pinedo, se instanció un sumario para investigar lo acontecido desde la sublevación de noviembre hasta la reciente invasión británica y se instituyó un tribunal al efecto. El sargento Sáenz Valiente y seis cabecillas partícipes del asesinato de Mestivier fueron condenados al fusilamiento y la horca. Debido a su juventud e inexperiencia, Gomila obtuvo una pena leve: fue asignado «dos años con media paga en un fuerte bonaerense a su elección».
|                                                                    |
| Documento sobre la protesta del gobierno bonaerense (formato PDF). |

|                                      |
| La cuestión americana (formato PDF). |

|                                                                                     |
| Circular del Ministerio de Relaciones Exteriores argentino del 23 de enero de 1833. |

|                                                             |
| Circular del Ministerio de Relaciones Exteriores argentino. |

|                                                             |
| Circular del Ministerio de Relaciones Exteriores argentino. |

| |
| Publicación del periódico porteño El Lucero del 21 de enero de 1833 informando con detalles sobre la ocupación británica (formato PDF, ver página 2). |

Cuando el gobierno argentino supo de lo acontecido en las islas, el ministro de relaciones exteriores Manuel Vicente Maza citó al encargado de negocios británico en la capital argentina, Philip G. Gore, quien admitió desconocer el asunto y no tener instrucciones de Londres. Maza sostuvo: 

(…) el gobierno de Buenos Aires no podía ver en [la agresión británica] sino un gratuito ejercicio del derecho del más fuerte... para humillar y rebajar a un pueblo inerme e infante.

A partir de entonces, el gobierno argentino protestó de forma oficial y energética ante el gobierno de Londres, en un reclamo que sería clave en los años venideros para la política exterior del país. Los primeros reclamos por vía diplomática constituyeron a partir de entonces la única opción para la Argentina dada la asimetría de poder bélico a favor de Inglaterra y la delicada relación con Estados Unidos tras el incidente de la Lexington. Argentina hizo pública su voluntad de no consentir la ocupación británica, de manera que no operase la prescripción a favor de la del Reino Unido.

(…) no se ha operado la prescripción a favor de Inglaterra desde que tomó por la fuerza las Malvinas en 1833, no sólo porque el origen de su posesión no ha sido pacífico, sino un acto violento, una agresión contra un Estado más débil, sino porque tal posesión ha sido interrumpida a lo largo de los años por protestas y por otros actos de la República Argentina (…)

Tomás Guido envió una carta al general Enrique Martínez, ministro de Guerra del gobernador Balcarce, poco tiempo después de producirse la invasión británica de las islas. Allí no sólo se refirió a los derechos de soberanía de la Argentina sobre las islas, sino que también señaló los motivos que impulsaron al Reino Unido a usurpar el territorio: «apoderarse de un punto de observación importante sobre el segundo canal para el comercio del mundo con los establecimientos de la India y con la Gran China», obtener «ventaja decisiva sobre las demás naciones después de ser dueña, como lo es, del Cabo de Buena Esperanza», y «tomar las llaves de los mares del Sur para hacerse señora del comercio del Pacífico». Una circular publicada por el gobierno porteño del 23 de enero, comunica a las «repúblicas americanas», el atentado cometido por Inglaterra. La nota produjo un amplio silencio de parte de los países del continente, y el Annual Register de 1833, felicitó a los Estados Unidos por mantenerse callado, ante las quejas del «débil».
La población de Buenos Aires quedó atónita e indignada tras enterarse de la ocupación de las islas. Los periódicos porteños expresaron en artículos enérgicos «el sentimiento que embargaba a los habitantes». La prensa y las circulares enviadas por el gobierno de Buenos Aires difundieron la noticia del episodio en el resto de las provincias argentinas. Los gobiernos provinciales hicieron llegar su apoyo a Buenos Aires. El gobernador de la provincia de Santa Fe Estanislao López y su ministro Domingo Cullen expresaron que «la inconstitución en que se encuentra el país (…) y la figura poco digna que por ello representa era causa de ese [la ocupación] y otros males».
El gobernador de Buenos Aires, Balcarce, consultó a diferentes personalidades porteñas para saber qué hacer frente a la ocupación. José de Ugarteche propuso organizar «un golpe de mano que devolviera las cosas al estado anterior», pero la mayoría de los consultados se inclinó por la vía diplomática debido al poderío naval y la influencia política y económica de los británicos. También se planteó la posibilidad de buscar el respaldo de otras potencias marítimas sobre la base de los títulos españoles y los antecedentes de ocupación argentina. Tomás Guido propuso Francia o Rusia.

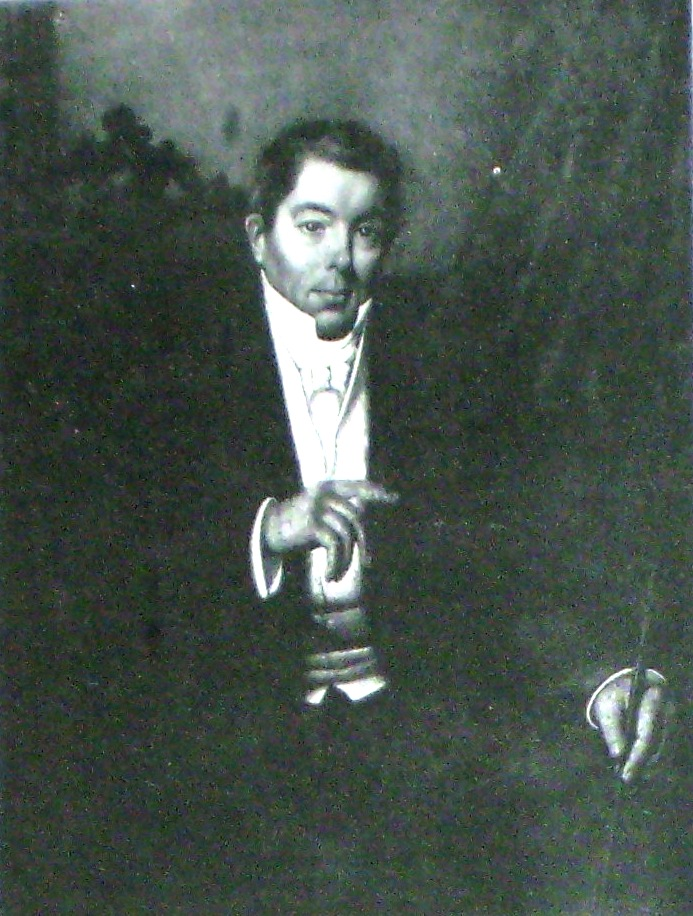
Manuel Moreno, embajador argentino en Londres.

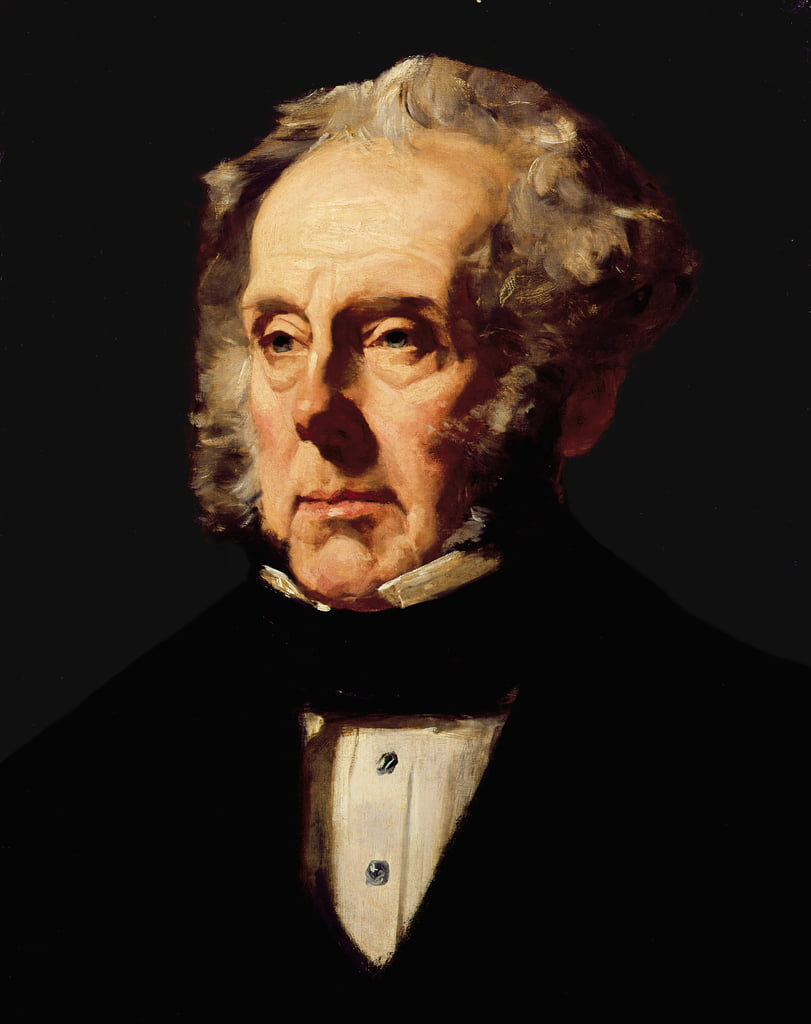
Lord Palmerston era ministro de exteriores del Reino Unido en 1833.

El 17 de junio de 1833, a pedido de Maza el enviado argentino ante el gobierno del Reino Unido, Manuel Moreno, presentó una larga protesta formal en un largo documento escrito en inglés y en francés ante el Tribunal de Londres. La Protesta, como generalmente se conoce al texto, repite en su substancia los fundamentos enunciados en el decreto de nombramiento de Vernet y se estipulan las violaciones del derecho en las que había incurrido Inglaterra con dicho acto: dado que la innegable e indiscutida soberanía española sobre las islas había cesado debido a la exitosa independencia de sus territorios americanos, las Provincias Unidas del Río de la Plata, como nueva nación independiente y reconocida por Gran Bretaña y otros estados, la había sucedido en los derechos sobre la jurisdicción de los mares del sur. Gran Bretaña, que sólo podía presentar reclamos oportunamente extintos, quedaba excluida del asunto, y no tenía ningún fundamento legal a apropiación del territorio.
Citando partes del documento, Moreno nombraba «que los títulos de la España a las Malvinas fueron su ocupación formal, su compra a la Francia por precio convenido y la cesión o abandono que de ellas hizo Inglaterra» y terminaba protestando «contra la soberanía asumida últimamente, en las islas Malvinas por la corona de la Gran Bretaña, y contra el despojo y eyección del Establecimiento de la República en Puerto Luis, llamado por otro nombre el Puerto de la Soledad», y pidiendo las reparaciones adecuadas «por la lesión y ofensa inferidas».
La respuesta británica llegó seis meses más tarde. En carta de lord Palmerston del 8 de enero de 1834, el gobierno británico negaba la extinción de sus derechos sobre las islas, fundamentados en el restablecimiento del asentamiento de Puerto Egmont en 1771 por el rey de España. En el escrito Palmerston alegaba que el posterior abandono de las instalaciones en 1774 se había debido a cuestiones «de austeridad» y no de renunciamiento, como «atestiguaba» la placa de plomo fijada por los marinos ingleses al retirarse. Ya en abril de 1833, lord Palmerston le había comentado a Moreno que Onslow había actuado según las instrucciones de Su Majestad Británica.
La tardía respuesa británica comienza recordando la protesta que Parish había entregado al gobierno argentino en 1829 y reproduciendo los mismos argumentos: «esos derechos soberanos, que estaban fundados sobre el descubrimiento original y subsiguiente ocupación de aquellas islas, adquirieron una mayor sanción con el hecho de haber su Majestad Católica restituido el establecimiento inglés de que una fuerza española se había apoderado por violencia en el año 1771». Agregaba que el retiro británico de 1774 no pudo invalidar sus derechos y, como la protesta de Parish no había sido contestada por el gobierno argentino, el Reino Unido no podía sorprenderse por el acto realizado en las Malvinas, ni tampoco «suponer que el gobierno británico permitiese que ningún otro Estado ejerciera un derecho, como derivado de España, que la Gran Bretaña le había negado a España misma». El Lord negó la existencia de una promesa secreta, acerca de la cual no había constancia alguna en los archivos ingleses.
Debido a la tensión que podía desarrollarse entre ambos gobiernos, en un primer momento corrió el rumor en Buenos Aires de que el gobierno argentino pensaba retirar a su representante en Londres. Esto inquietó a los comerciantes británicos en la región del Río de la Plata. Pero la situación se calmó y no pasó del rumor.
El gobierno argentino calificó la respuesta de Palmerston como insatisfactoria, por lo que a través del ministro Moreno se volvió a presentar una protesta formal el 29 de diciembre, aportando nuevos argumentos y antecedentes en apoyo de la posición argentina, aunque esta vez no se obtuvo respuesta del Foreign Office. Moreno también publicó en Londres un folleto llamado en español «Observaciones sobre la ocupación por la fuerza de Malvinas por el Gobierno Británico en 1833» (en inglés «Observations on the forcible occupation of the Malvinas, or Falkland Islands, by the British Government, in 1833»), que estaba destinado a ilustrar los hechos a la opinión pública y los círculos diplomáticos de Europa, mostrando el carácter violento de la agresión inglesa. En los años siguientes le siguieron cinco protestas más en las que la Argentina exigía la devolución del archipiélago. Las protestas fueron ignoradas por el gobierno británico, que se mantuvo en la postura de considerar el tema cerrado desde 1842.
Este fue el inicio de un largo patrón de argumentaciones diplomáticas entre ambas naciones que se extendería hasta la fecha actual, casi sin variaciones por el lado argentino y con al menos tres giros fundamentales por el británico.

## Sublevación gaucha

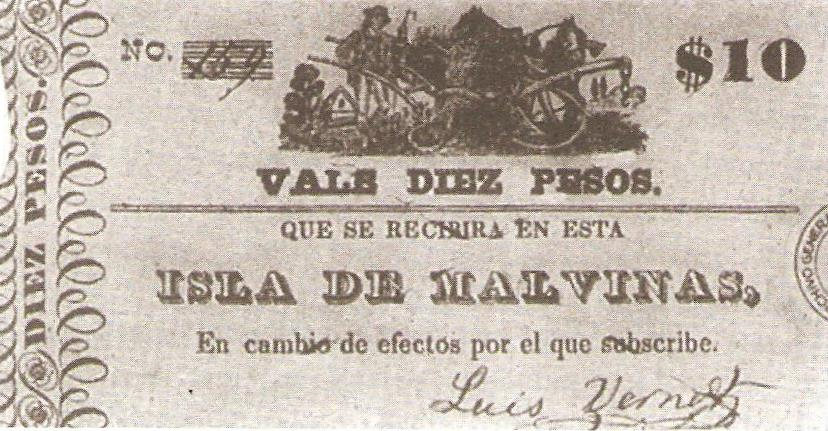
Bono de diez pesos de las Malvinas conservado por el Archivo General de la Nación de Argentina.

En las islas crecía el descontento entre los criollos, en su mayoría gauchos y charrúas. Se les había prohibido viajar a Buenos Aires, y el capataz Jean Simon, apoyado por el representante de Luis Vernet, Matthew Brisbane (quien se había marchado poco tiempo), y con la excusa de la ocupación británica, intentaba extenderles las ya pesadas tareas campestres, entre otros excesos de autoridad. Además seguían recibiendo por toda paga los vales firmados por el exgobernador (peso de las Islas Malvinas), que ya no eran aceptados por el nuevo responsable de almacenes, el irlandés William Dickson y estaban devaluados. La falta de noticias desde Buenos Aires, la demora de una supuesta y anhelada operación argentina de recuperación del archipiélago, y los excesos de las autoridades terminaron exaltando aún más los ánimos.
En efecto, los gauchos deseaban ser pagados con dinero como el capitán Onslow había prometido, pero Brisbane continuó con las políticas de Vernet, el gobernador argentino. Asimismo el capataz Simon, apoyado por Brisbane, pretendía incrementar la carga laboral de la peonada, fundamentando sus exigencias en un supuesto nuevo statu quo vigente desde la reciente invasión de la Clio. Algunos autores agregan otros motivos de discordia: puesto que debían dinero a Simon por cuestiones de juego y naipes, se les había prohibido viajar a Buenos Aires; también se les negaba el uso de caballos para desplazarse por el rudo terreno, etc. Además, autores que defienden la tesis de un levantamiento patriota afirman que los extranjeros en la colonia deseaban un rápido entendimiento con el Reino Unido, lo que se contraponía con el fervor patriótico de los criollos.
En desacuerdo con la nueva situación, un grupo de ocho gauchos rioplatenses se sublevó el 26 de agosto de 1833 bajo el liderazgo del entrerriano Antonio El Gaucho Rivero (apodado «Antook»). Ellos eran: Juan Brasido, José María Luna, Luciano Flores, Manuel Godoy, Felipe Salazar, Manuel González y Pascual Latorre.
Estos rebeldes estaban armados con facones, espadas, pistolas, boleadoras y viejos mosquetes, en contraste con las pistolas y fusiles con los que contaban sus oponentes. Tras una serie de breves ataques sorpresa contra individuos de la colonia de Vernet, fueron muertos Brisbane, Dickson, Simon, y otros dos colonos: el argentino Ventura Pasos y el alemán Antonio Vehingar, los rebeldes tomaron la casa de la comandancia. Ninguno de las víctimas logró alcanzar sus armas antes de ser matados. Los gauchos impidieron el izado de la bandera británica durante los siguientes cinco meses. Según algunos relatos habrían izado el pabellón argentino.
Los colonos criollos y británicos con sus familias (en total 17 de varias nacionalidades y 6 criollos rioplatenses) no sublevados, temiendo por sus vidas, se refugiaron en la isla Chancho en la bahía de la Anunciación, del cual fueron rescatados por la goleta británica HMS Hopeful dos meses después. El 23 de octubre amarraron en Puerto Luis otros barcos británicos, cuyas tripulaciones no intentaron enfrentarse a los gauchos. Los refugiados enviaron regularmente su barco a la vecina Isla Larga para el suministro de alimentos para llevar ganado, cerdos y gansos. Tras el rescate de las mujeres y niños de la colonia de la isla Chancho, se puso fin a la colonia atgentina de las islas. Recién el 21 de enero de 1834 los británicos lograron recuperar el control de Puerto Luis.
Dos meses después, el 9 de enero de 1834, la Hopeful regresó a la isla Soledad junto con la HMS Challenger, con el teniente Henry Smith a bordo. Inmediatamente izaron la bandera británica. Smith asumió al día siguiente el mando del archipiélago y ordenó la captura de los sublevados, refugiados en los cerros vecinos. Rivero y sus compañeros estaban en ese momento preparando una rudimentaria embarcación para dirigirse al continente. La persecución duró dos meses: Luna fue el primero en rendirse y fue obligado a servir de baqueano a los invasores; los rebeldes restantes, muy superados en número y armamento, optaron por retirarse al interior de la isla. En los primeros días de marzo, sabiendo que todos sus camaradas estaban presos y viéndose rodeado por dos grupos de fusileros, Rivero se entregó a los oficiales británicos.
Los rioplatenses fueron trasladados engrillados a la estación naval británica de América del Sur a bordo del HMS Beagle, al mando de Robert Fitz Roy y acompañado por Charles Darwin. Allí se les inició un proceso penal en la fragata de tercera HMS Spartiate. Por motivos no bien documentados el almirante inglés no se atrevió a convalidar el fallo y ordenó que Rivero y los suyos fueran liberados en Montevideo. Otra crónica, citada por Clément y Muñóz Azpiri indica que fueron llevados a Inglaterra y encerrados en la prisión de Sherness sobre el río Támesis. Según otra visión de los hechos, el tribunal se declaró incompetente debido a que los crímenes no habían tenido lugar en el territorio de la corona. El tribunal se había declarado incompetente debido a que los crímenes ocurrieron en una colonia británica, y por tanto fuera de la jurisdicción de un tribunal puramente inglés.

## Sucesos posteriores

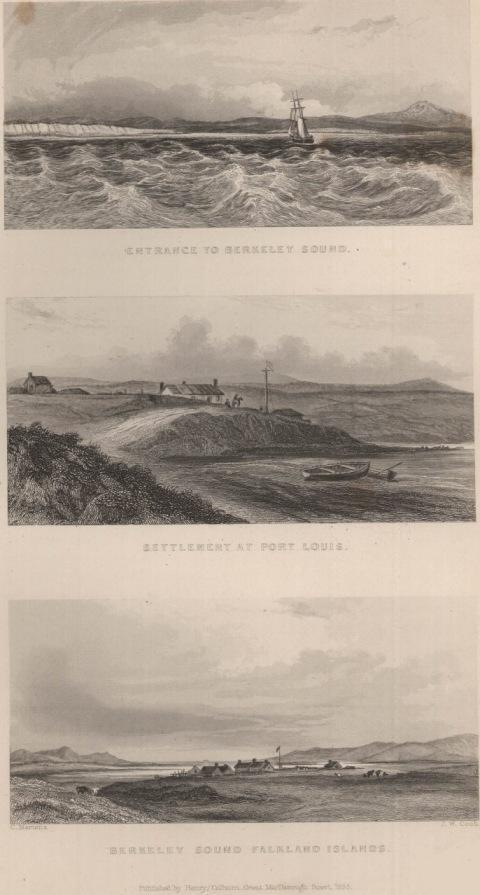
Diferentes postales de Puerto Soledad retratados en 1833 por el dibujante de la expedición del HMS Beagle.

El asentamiento de Puerto Soledad fue dejado en un estado en ruinas después de los asesinatos. En defensa de su concesión, Vernet hizo trámites y hasta ofreció que un hijo suyo fuera a las islas. Pero, los británicos se opusieron a todo y se quedaron con sus bienes, además de los corrales hechos por los gauchos en el interior de la isla. El teniente Henry Smith, el primer mandatario británico de las islas, se puso a refaccionar los edificios habitables. Como un asentamiento naval, la propiedad de Vernet se convirtió en un propiedad del ministerio de marina británico y en un principio el teniente Smith se encargó de cuidar la propiedad y dar cuentas a Vernet. Los bienes de la propiedad también quedaron en manos británicas.
Smith renombró Puerto Luis como Anson's Harbour. Fue sucedido por los tenientes Robert Lowcay en abril de 1838 y John Tyssen en diciembre de ese mismo año.
Smith intentó que Vernet regresase a la isla en varias ocasiones, pero él estaba cada vez más involucrado en la disputa territorial con el Gobierno en Buenos Aires. Luego, todas las comunicaciones entre Vernet y Smith cesaron. Sin embargo Vernet continuó influyendo en el desarrollo británico de las Islas Malvinas. Vendió parte de sus participaciones en las islas a G. T. Whittington, un comerciante británico que formó la Asociación Agrícola y de Pesca Comercial de las Malvinas. Esta organización fue un factor clave para persuadir al gobierno británico para establecer una colonia en las islas, en lugar de una base militar. Él proporcionó a Samuel Lafone, un hombre de negocios uruguayo clave para la formación de la Falkland Islands Company, con mapas de la isla y conocimiento de las potencialidades de la población de ganado salvaje.

### Demandas de Vernet
Tras la ocupación y en bancarrota, Vernet hizo varios contactos con el gobierno británico pidiendo apoyo para re-establecer su negocio en Puerto Soledad, recibiendo el apoyo de Woodbine Parish (encargado de negocios británico en Buenos Aires desde 1825 hasta 1832) considerado como la persona mejor calificada para desarrollar las islas.
En 1852, Vernet viajó a Londres para presionar su demanda de una indemnización por sus pérdidas. Afirmó una suma total de £ 14.295 por los caballos, ganado domesticado, diez casas de piedra y carne que quedaron en el asentamiento tras la ocupación británica, que con intereses se elevaron la suma a 28.000 libras. Después de unos cinco años de discusiones, se le concedieron £ 2400 sobre la base de su afirmación de que recibió £ 1,850 y el resto se utilizó para pagar sus pagarés. Dentro de ese dinero también se incluyeron 550 libras para cubrir la circulación de la moneda creada por el. A pesar de que firmó una renuncia frente a nuevas acusaciones, trató de presionar para una compensación adicional en 1858, sin éxito.
Al respecto de sus pérdidas, Vernet decía:

Después de mucho sacrificio pude vencer grandes obstáculos, pero asimismo lo que pensábamos realizar en un año no estuvo terminado sino al cabo de cinco. Mis socios se desanimaron y me vendieron sus derechos. Compré sucesivamente tres barcos, y los perdí; fleté cinco y de ellos se perdió uno; cada golpe producía desaliento entre los colonos...

La familia Vernet persistió con los reclamos tras su fallecimiento. Sus hijos solicitaron al gobierno argentino por una compensación económica que fue recibida, pero no por los territorios perdidos de la isla Soledad. En 1879, la familia envió un mensaje al Congreso Nacional Argentino para pedir el reconocimiento de los derechos de los herederos sobre las islas Soledad y de los Estados. Finalmente recibieron terrenos en el Chaco. En 1884, la familia recibió el apoyo del Gobierno del presidente Julio Argentino Roca, que reabrió tanto la reclamación sobre la Lexington con los Estados Unidos y la soberanía de las Malvinas con Gran Bretaña. El Gobierno del Presidente estadounidense Grover Cleveland rechazó el reclamo argentino en 1885.

### Visitas del HMSBeagle

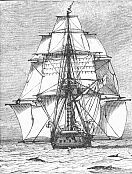
HMS Beagle.

El buque británico HMS Beagle realizó varios viajes alrededor del mundo como parte de expediciones científicas y de relevamientos hidrográficos solicitados por el Almirantazgo Británico. A su vez también se conformaron campañas de prospección imperial inglesa. Las Malvinas fueron visitadas por Darwin en dos ocasiones tras la ocupación, mientras que Fitz Roy ya había estado de visita bajo el gobierno de Vernet en 1830, y había descrito con asombro la colonia argentina y las cualidades musicales de María Sáez de Vernet, ayudando con el interés británico en el archipiélago. Como los viajes se produjeron casi al mismo tiempo que los incidentes que expulsaron a los rioplatenses de las islas, algunos historiadores, como Federico Lorenz, consideran que se trataban de «viajes espías». De hecho, el viaje del Beagle fue propuesto y financiado por una potencia colonizadora y visitó lugares ricos en recursos naturales. Diez meses antes de enero de 1833, Moreno desde Londres escribió: «creo mi deber llamar toda la atención del Sr. Ministro de Relaciones Exteriores hacia una disputa de la más seria trascendencia que se está silenciosamente preparando».
Entre marzo y abril de 1833, Charles Darwin visitó las islas en el HMS Beagle, al mando del capitán Robert Fitz Roy. Darwin describe la destrucción del establecimiento de Puerto Soledad por parte de la corbeta norteamericana Lexington.  El dibujante del viaje, Conrad Martens, incluyó en sus litografías paisajes de Puerto Soledad y en una de ellas se aprecia una bandera sin descifrar. Darwin no habla en sus escritos sobre la ocupación, dedicándo solo comentarios sobre el alzamiento gaucho.
La primera visita tras la ocupación fue el 15 de marzo de 1833. El 1 de marzo ya habían llegado a la bahía de la Anunciación, anclando recién el 16. Vernet en ese momento despachó a su adjunto Brisbane a las islas para tomar las riendas de su acuerdo en marzo de 1833. En una reunión con Fitz Roy, Brisbane se animó a continuar con la empresa de Vernet «siempre que no haya ningún intento de promover la ambiciones de las Provincias Unidas». Al igual que Onslow antes que él, Fitz Roy se vio obligado a usar sus poderes de persuasión para alentar a los gauchos a permanecer en las islas.

Durante el mes que permaneció en Berkeley Sound [Bahía de la Anunciación], tuve muchos problemas con las tripulaciones dedicadas a la caza de ballenas o de lobos marinos, así como con los colonos, que todos parecían imaginar que debido a que la bandera británica fue re-izada en las Malvinas, que estaban en libertad de hacer lo que quisieran con la propiedad privada del Sr. Vernet, así como con el ganado y caballos salvajes. Los gauchos deseaban abandonar el lugar, y volver a la [región del] Plata, pero como eran los únicos trabajadores útiles en las islas, de hecho, las únicas personas en las que cualquier dependencia podría ser colocada por un suministro regular de carne vacuna fresca, me interesaba a mí mismo tanto como sea posible para inducirlos a seguir siendo, y con un éxito parcial, por siete formal de doce.

Fitz Roy también narra la ocupación británica en pocas líneas no exactas:

Inglaterra invocó sus derechos y las ocupó. El inglés que quedó a cargo de la bandera fue posteriormente asesinado. Se envió a continuación a un oficial sin proveerle de la fuerza necesaria y a nuestra llegada le hallamos encargado de una población compuesta en más de su mitad de rebeldes y asesinos fugitivos.

Al llegar a las Malvinas, Fitz Roy esperaba encontrar el asentamiento próspero que le había informado a otro oficial británico. En su lugar, se encontró con la colonia en un estado en ruinas, que Brisbane culpó a la incursión de la Lexington. Fitz Roy interrogó a varios miembros que corroboraron el relato de Brisbane. Al retirarse de las islas, Fitz Roy expresó su preocupación por la falta de autoridad regular en un grupo prácticamente sin ley. En sus escritos dice que quedó impresionado «más que nunca por los muchos recuerdos lúgubres asociados a su nombre».
La primera visita de Darwin duró un mes y describió las formaciones rocosas, la fauna local y el hallazgo de unos fósiles. La segunda visita, de 1834, la hizo al interior de la isla Soledad acompañado por dos gauchos de Vernet. Allí recorrió Lafonia (llamado Rincón del Toro) desde el istmo de Darwin hasta la punta del Toro y describió el consumo de carne con cuero, costumbre rioplatense:

(…) Nosotros dormimos en un valle en la lengua de tierra que une el Rincón del Toro, la gran península hasta el punto suroeste de la isla. El valle estaba bastante bien protegido del viento frío, pero había muy poca maleza para hacer un fuego. Los gauchos pronto encontraron lo que para mi sorpresa se hizo casi tan caliente como un fuego de carbones, fueron los huesos de un buey, pero últimamente ya comida toda la carne interceptada por los buitres (…)

### Colonización británica de las Malvinas

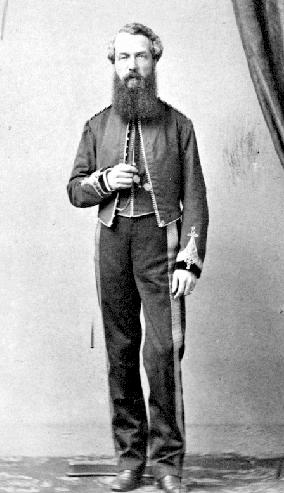
Richard Moody, primer gobernador británico.

El sello de las islas usado entre 1876 y 1925, incluye una imagen del buque HMS Hebe que llevó a las islas a los primeros colonos.

En 1840, las Malvinas se convirtieron en una colonia de la Corona británica, a través de Cartas Patentes firmadas por la Reina Victoria el 23 de junio de 1843, una década después de la ocupación, incluyendo a las islas antárticas y subantárticas bajo el nombre de Dependencias de las islas Malvinas. Posteriormente se estableció una comunidad pastoral oficial de colonos provenientes de Escocia. Cuatro años después, casi todos los habitantes de lo que fuera Puerto Soledad se trasladaron a Puerto Jackson, considerado una mejor ubicación para el gobierno, y el comerciante Samuel Lafone, nacido en Uruguay, comenzó un emprendimiento para fomentar la colonización británica. Aunque su concesión obligaba a Lafone a llevar colonos del Reino Unido, la mayoría de los colonos que llevó eran gauchos de Uruguay. Los colonos escoceses, más algunos de los criollos, conforman el origen de las familias que habitan actualmente en las islas.
Puerto Stanley, el nuevo nombre de Puerto Jackson, se convirtió en la sede de la colonia a partir de 1845, con el nombrado del primer gobernador británico Richard Moody. Moody llegó en 1842 y se sumó a los colonos británicos, unos pocos gauchos y una población temporal de cazadores de ballenas y focas. Moody estableció una administración rudimentaria y recomendó que las islas fueran pobladas. Pidió a un doctor y a un capellán, los que fueron enviados junto con un magistrado. Tres años después surgieron los consejos legislativos y ejecutivos de las islas. Las primeras autoridades locales fueron oficiales británicos de alto rango. También desde entonces la Cámara de los Comunes votó el presupuesto para la colonia. Moody preparó un informe recomendando que el gobierno estimulara a más colonos británicos y proponía la crianza de ganado ovino a gran escala. Con el paso de los años todos los restos, vestigios y legado de los asentamientos franceses, españoles y rioplatenses de Puerto Soledad fueron intencionalmente borrados por los británicos.
El crecimiento económico de las islas comenzó solo después que la Falkland Islands Company, surgida en 1851 gracias a Lafone, introdujo con éxito ovejas Cheviot para la obtención de lana, estimulando otras granjas a seguir su ejemplo. Desde entonces, las islas se consolidaron como una colonia pastoril del Reino Unido dedicada a la cría de ovejas, instalando más familias de colonos. La Falkland Islands Company se consolidó como un monopolio controlando todo en las islas hasta la década de 1990.
Antonina Roxa, nacida en Salta, fue la primera persona no británica de las islas que le juró lealtad a la Corona británica en 1841. En 1849 llegó a la capital de la colonia otro grupo de colonos. Esta vez se trató de pensionados militares de origen irlandés. En 1848, nació en Stanley James Henry Falklands Sullivan, el primer descendiente de británicos.

### Nacimiento de la cuestión de las Malvinas
Desde la ocupación de 1833 la Argentina reclama la devolución de los territorios que están bajo control del Reino Unido, que lo administra como un territorio británico de ultramar. Argentina reivindica sus derechos sobre las islas y exige su devolución, considerándolas «parte integral e indivisible» de su territorio. A criterio de las Naciones Unidas se trata de un territorio en litigio que incluye en la lista de territorios no autónomos bajo supervisión del Comité de Descolonización.

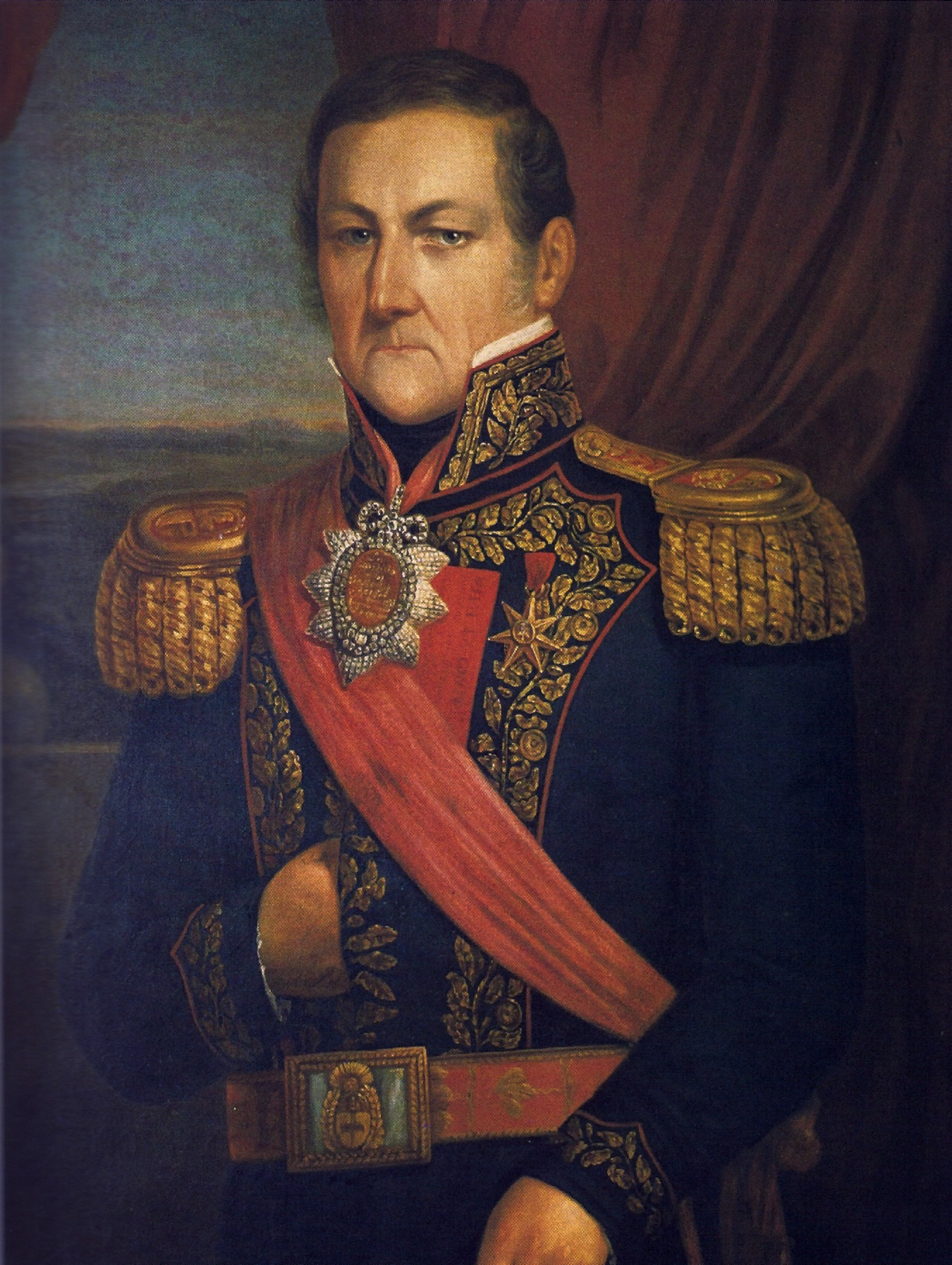
Juan Manuel de Rosas.

Existen discusiones sobre el manejo del gobernador bonaerense Juan Manuel de Rosas en los primeros años de la cuestión diplomática. Rosas no rompe las relaciones con Gran Bretaña debido a la naturaleza «esencial» del apoyo económico británico, pero ofreció como elemento de negociación las Malvinas a cambio de la cancelación de deuda de millones de libras de la Argentina con el banco británico Baring Brothers contraído por Bernardino Rivadavia. En diciembre de 1838 Manuel Moreno había regresado a Londres como enviado argentino y entre sus instrucciones figuraba: «...la orden de explorar la posibilidad de ceder los derechos argentinos sobre las Malvinas a cambio de la cancelación de la deuda remanente del préstamo de 1824». Desde 1841 Moreno actuó con mayor empeño pero fracasó ya que la deuda no cobrada era privada y no del gobierno británico. Al mismo tiempo, a Rosas le importaba más una amistad con el Reino Unido. Moreno más tarde expresó que «mientras este gobierno [de Buenos Aires] niegue la soberanía de las islas a la República, como lo ha hecho hasta ahora, no hay medio de inducirlo a indemnizaciones por la cesión de aquel dominio». La idea era impracticable ya que el Reino Unido, al negociar, se arriesgaba a reconocer la soberanía argentina sobre el archipiélago, cosa que no estaba dispuesta a aceptar.
La Argentina protestó en 1841, 1849, 1884, 1887, 1888, 1908, 1919, 1926, 1927, 1928, 1933, 1937, 1938, 1939 y desde 1946 lo hizo anualmente ante las Naciones Unidas. A partir de 1884 los mapas oficiales de la República Argentina comenzaron a incluir a las Malvinas como parte del territorio nacional. Hasta hubo un pedido argentino de arbitraje en 1888 que fue rechazado por los británicos.
El 18 de diciembre de 1841 el representante argentino en Londres envió una tercera nota de protesta. El 29 de diciembre se recibió la respuesta del gobierno británico. El ministro lord Aberdeen contestaba que la nota argentina había sido enviada al departamento «pertinente para ser examinada». Pese a ello el diplomático argentino protestó nuevamente el 19 de febrero de 1842. El 5 de marzo del mismo año se recibió una respuesta británica más extensa. En ella, lord Aberdeen afirmaba que «el Gobierno Británico consideraba el acuerdo alcanzado con España en 1771 como final», agregando que:

no podía [el Reino Unido] reconocer a las Provincias Unidas el derecho de alterar un acuerdo concluido, cuarenta años antes de la emancipación de éstas, entre la Gran Bretaña y España. En lo concerniente a su derecho de soberanía sobre las islas Malvinas o Falkland, la Gran Bretaña considera ese arreglo como definitivo; en ejercicio de ese derecho, acaba de ser inaugurado en esas islas un sistema permanente de colonización.

Moreno responidó el 10 de marzo:

El que suscribe, cumpliendo con las obligaciones impuestas a él, según instrucciones, se ve en la obligación de declarar, para evitar que el silencio de las Provincias Unidas no sea interpretado como un consentimiento tácito, que las Provincias Unidas no pueden aceptar y nunca aceptarán, la resolución del Gobierno de su Majestad Británica del 5 del corriente, dado que considera injusta y contraria a sus derechos evidentes (…)

El 25 de julio de 1848 un miembro de la Cámara de los Comunes emitió uno de los primeros juicios públicos ingleses contrarios a la posesión británica del archipiélago. Durante un debate sobre recortes presupuestarios, el parlamentario Sir William Molesworth sostuvo que, dado el nivel de gastos que insumía la estación militar de las Malvinas, lo mejor que podía hacerse era «reconocer el reclamo de Buenos Aires sobre las islas Falkland». Esta opinión se fundamentaba en las características del lugar, «desolado, árido y, ventoso, donde no pueden crecer ni granos ni árboles». El punto de vista de Molesworth no tuvo mayor trascendencia, ya que en 1853, durante otro debate en el Parlamento, varios parlamentarios defendieron el valor de las islas como estación marítima tanto para la guerra como para el comercio.
Al mismo tiempo, Moreno no gozaba de popularidad en la prensa británica. En los periódicos londinenses se emitían opiniones adversas a las Provincias Unidas. Los planteos de Buenos Aires sobre las Malvinas fueron calificados de «pretenciosos», especialmente proviniendo de un Estado «de segunda». Al respecto el periódico The Times comentó diciendo: «no sabemos qué admirar más, si la insolencia del sudamericano o la resignación del ministro de la Reina que no lo lanzó a puntapiés escaleras abajo».
La protesta presentada en 1888 se resumió en esta declaración final de Norberto Quirno Costa, dirigida al encargado de negocios británico en Buenos Aires:

Servíos transmitir al Secretario de Negocios Extranjeros, que la negativa del gobierno de S.M.B. a discutir sus pretendidos derechos a la soberanía de dichas islas, o de someter el litigio a un arbitraje, no compromete absolutamente los títulos del gobierno de la República, el cual mantiene y mantendrá siempre sus derechos a la soberanía de las Malvinas, de los que fue desposeída por la violencia y en plena paz.

Aparte de la protestas presentadas en los años 1880, el gobierno británico no reconoció oficialmente ninguna protesta por la Argentina hasta la década de 1940, a pesar de que los sucesivos gobiernos argentinos de la primera mitad del siglo XX habían presentado protestas. Autores como Roberto Laver han identificado al menos 27 reclamos de soberanía, tanto a Gran Bretaña, como a nivel nacional en Argentina y en organismos internacionales. En el Derecho Internacional, las reclamaciones territoriales suelen considerarse desaparecidas si hay una brecha de 50 años o más entre las protestas por la soberanía. En el caso de las Malvinas, no hubo una brecha de 50 años o más entre las protestas de Argentina. Además, la posesión británica de las islas no es pacífica, ya que cuenta con el vicio inicial de la posesión obtenida por un acto de fuerza; ni indiscutida, ya que la Argentina jamás ha prestado aquiescencia a esa situación. Si Gran Bretaña considera, y así lo hizo saber a la Argentina, que su completo silencio de 55 años ante los actos de poder público españoles y argentinos en Malvinas no implicó la pérdida de su pretendida soberanía desde el abandono de 1774 hasta su primera protesta en 1829, mal puede pretender que 34 años, precedidos de un claro rechazo argentino de toda posibilidad de aquiescencia y en el que se encuentran manifestaciones del mantenimiento de su reivindicación, puedan valer aquiescencia. Esto es un caso típico de la figura técnica del estoppel, también conocida como la "doctrina de los actos propios" basada en el principio de la buena fe y, por lo tanto, el gobierno británico está precluido o impedido de invocar la aquiescencia.
La posición del Reino Unido hasta la actualidad es que los habitantes de origen británico no han indicado un deseo de cambio, y que «no existen» temas pendientes por resolver en relación con las islas. Justamente, el Reino Unido basa su posición en su «administración continua» de las islas desde 1833.

### Centenario de la ocupación

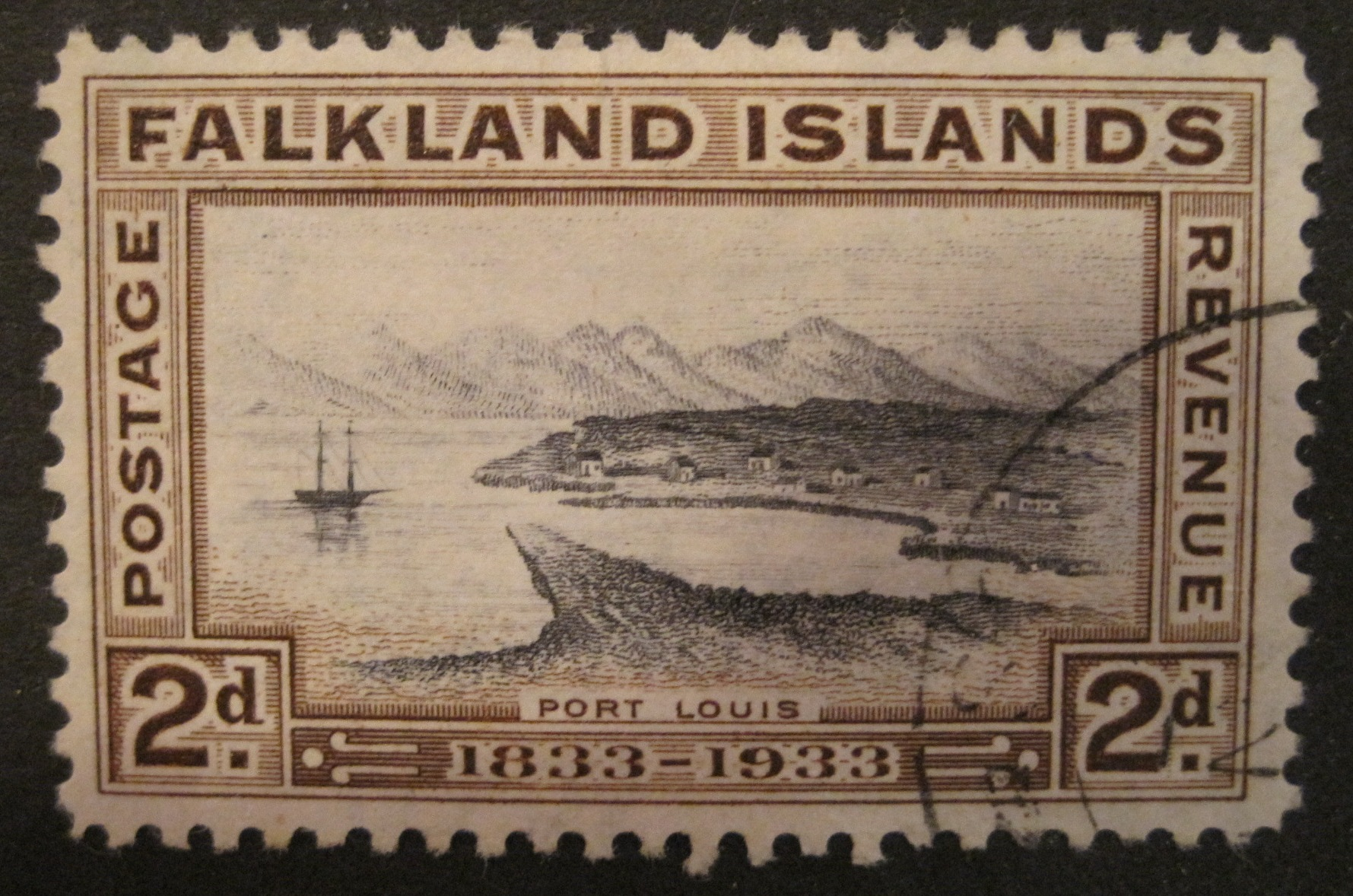
Estampilla británica de Puerto Soledad por el centenario de la ocupación en 1933.

Tanto en el Reino Unido como en las islas Malvinas, el centenario de la ocupación en 1933 se celebró «en un contexto de optimismo, éxito y prosperidad nacional», pese a que arreciaron las referencias públicas a los derechos argentinos sobre las islas. Al mismo tiempo la Argentina comenzó a ejercer presión en la Convención Postal, llevó al gobierno británico a revisar los argumentos sobre sus derechos. A partir de 1910 distintos miembros del Foreign Office comenzaron a expresar dudas acerca de los títulos históricos británicos sobre las Malvinas. Algunos políticos y diplomáticos ingleses estaban temerosos de que el incidente de 1833 «hubiera sido injustificado, que la conquista, al menos en el siglo veinte, no proveyera título, y que debían enfatizarse otros argumentos en lugar del derecho histórico».
El gobierno británico comenzó a pensar en nueva estrategia. Después de casi 100 años de posesión la ocupación se habría transformado de de facto a de jure, y así un mejor título sería defendido bajo el concepto de «prescripción adquisitiva». Para entonces las Malvinas alcanzaron en 1911 la máxima población de su historia con 3.278 habitantes por el auge de la industria ballenera. Posteriormente al trasladarse esta industria a Grytviken, en las islas Georgias del Sur, también reclamadas por la Argentina, el número de habitantes decreció.
El 28 de agosto de 1936, el ministro de relaciones exteriores del Reino Unido, Anthony Eden, envió a N. Henderson, embajador en Buenos Aires, una nota confidencial resumiendo los títulos de su país sobre las Islas Malvinas, entre ellos están que las islas eran res nullius cuando los británicos las ocuparon en 1833, pero si esto no fuera totalmente correcto, de todos modos la cuestión estaba cubierta por la prescripción del título argentino generada por los cien años de ocupación británica.